# 坪洲
坪洲（英語：Peng Chau，舊稱平洲）是香港的一個島嶼，地區行政上屬於離島區，面積為0.97平方公里。

## 地理

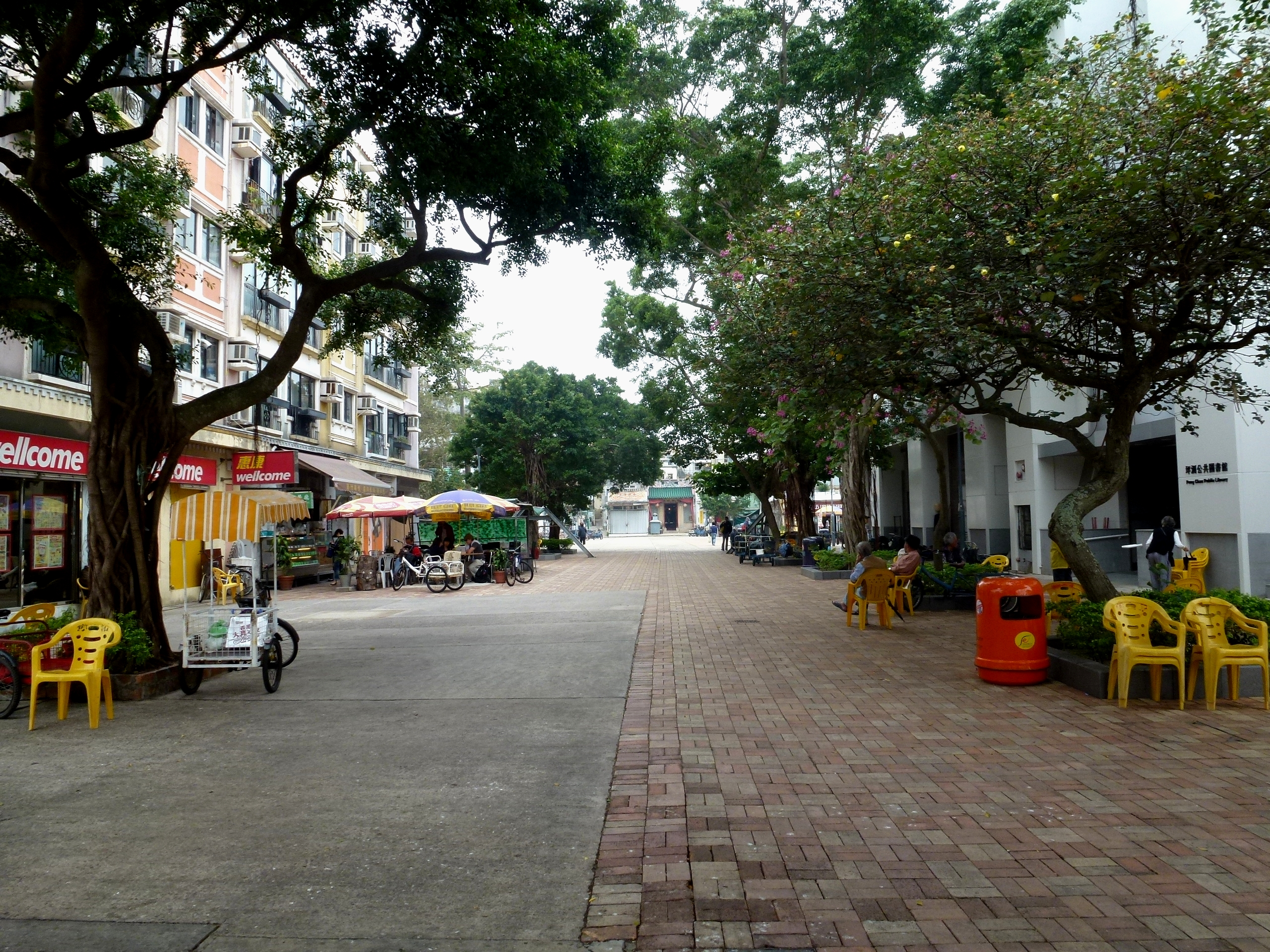
坪洲的商舖

坪洲外形像一個「凹」字，陷下去的地方是東灣；南、北面分別稱為南灣和北灣；東北方的盡頭有「釣魚石」。島上有路連接大利島，大利島上現時有污水處理廠。手指山是全島最高點，海拔95米，可以遠眺香港迪士尼樂園及愉景灣。東面是香港及九龍半島，南面有南丫島及喜靈洲，西面是大嶼山及愉景灣，而北面則有香港迪士尼樂園度假區及青馬大橋。

### 地區
| - 坪洲東灣 | - 坪洲南灣 | - 坪洲北灣 |

### 街道
| - 坪洲永安街 - 坪洲永安橫街 - 前街 - 坪利路 - 樂坪街 - 露坪街 - 寶坪街 | - 坪洲永興街 - 永東街 - 永俊街 - 永利街 (坪洲) - 永光街 - 永隆街 (坪洲) - 南山路 (坪洲) - 永安台 | - 聖家路 - 南山路 (坪洲) - 志仁巷 - 志仁里 - 坪洲好景街 - 圍仔村 - 圍仔街 |

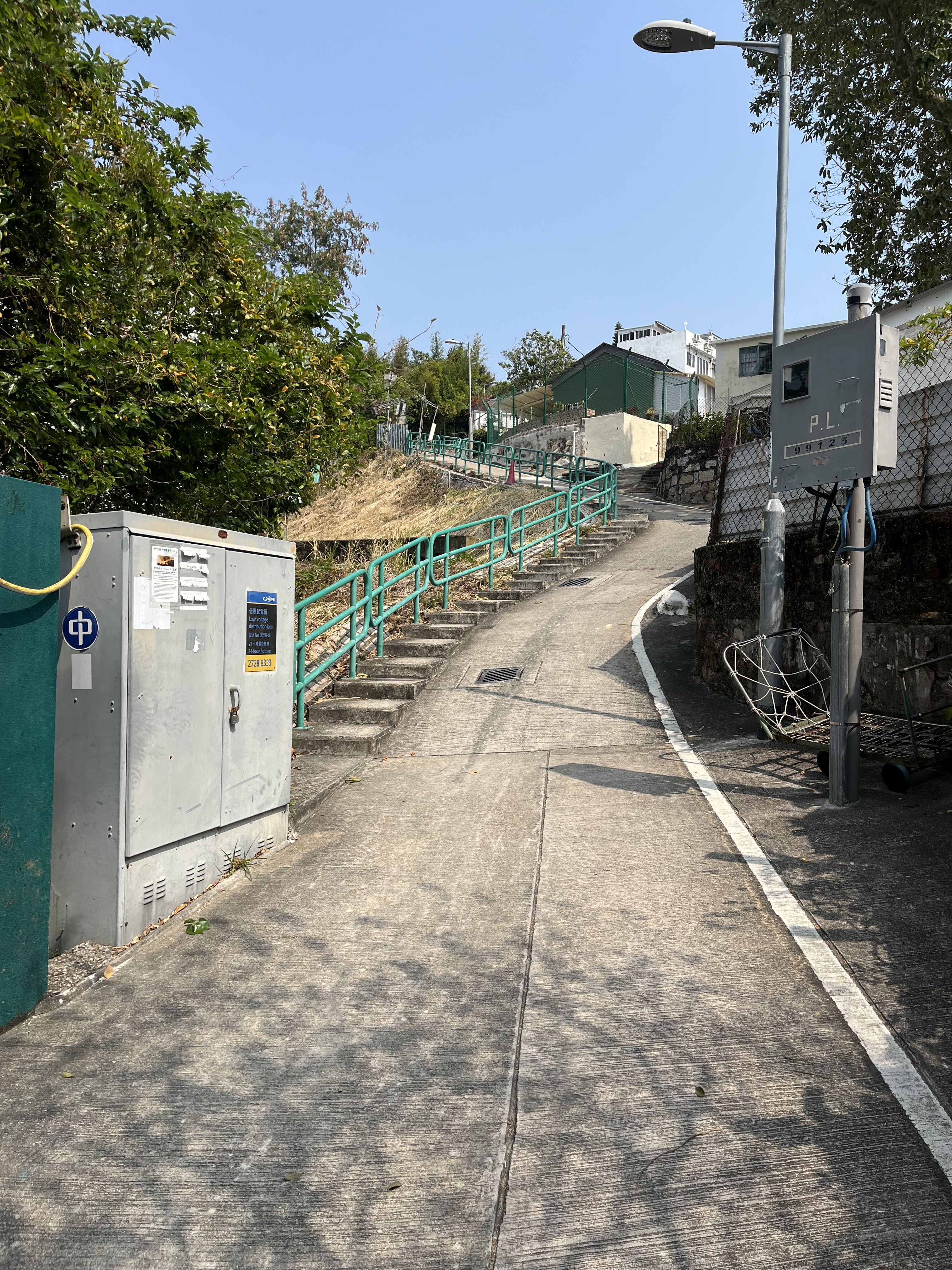
坪洲南山路

## 氣候
| 坪洲 (2005-2025)    | 坪洲 (2005-2025) | 坪洲 (2005-2025) | 坪洲 (2005-2025) | 坪洲 (2005-2025) | 坪洲 (2005-2025) | 坪洲 (2005-2025) | 坪洲 (2005-2025) | 坪洲 (2005-2025) | 坪洲 (2005-2025) | 坪洲 (2005-2025) | 坪洲 (2005-2025) | 坪洲 (2005-2025) | 坪洲 (2005-2025) |
| 月份                | 1月              | 2月              | 3月              | 4月              | 5月              | 6月              | 7月              | 8月              | 9月              | 10月             | 11月             | 12月             | 全年             |
| ------------------- | ---------------- | ---------------- | ---------------- | ---------------- | ---------------- | ---------------- | ---------------- | ---------------- | ---------------- | ---------------- | ---------------- | ---------------- | ---------------- |
| 历史最高温 °C（°F） | 26.7 (80.1)      | 27.9 (82.2)      | 31.2 (88.2)      | 33.3 (91.9)      | 37.2 (99.0)      | 36.0 (96.8)      | 36.8 (98.2)      | 36.3 (97.3)      | 35.8 (96.4)      | 34.8 (94.6)      | 30.8 (87.4)      | 30.2 (86.4)      | 37.2 (99.0)      |
| 平均高温 °C（°F）   | 19.2 (66.6)      | 19.7 (67.5)      | 22.4 (72.3)      | 25.7 (78.3)      | 29.0 (84.2)      | 30.7 (87.3)      | 31.9 (89.4)      | 31.5 (88.7)      | 31.3 (88.3)      | 28.5 (83.3)      | 25.0 (77.0)      | 20.4 (68.7)      | 26.4 (79.5)      |
| 日均气温 °C（°F）   | 16.1 (61.0)      | 17.0 (62.6)      | 19.5 (67.1)      | 22.8 (73.0)      | 26.0 (78.8)      | 28.0 (82.4)      | 28.7 (83.7)      | 28.1 (82.6)      | 27.9 (82.2)      | 25.7 (78.3)      | 22.3 (72.1)      | 17.6 (63.7)      | 23.4 (74.1)      |
| 平均低温 °C（°F）   | 14.0 (57.2)      | 15.0 (59.0)      | 17.6 (63.7)      | 20.7 (69.3)      | 24.0 (75.2)      | 25.9 (78.6)      | 26.4 (79.5)      | 25.8 (78.4)      | 25.7 (78.3)      | 23.6 (74.5)      | 20.2 (68.4)      | 15.3 (59.5)      | 21.2 (70.2)      |
| 历史最低温 °C（°F） | 2.5 (36.5)       | 6.0 (42.8)       | 7.5 (45.5)       | 11.0 (51.8)      | 15.9 (60.6)      | 20.2 (68.4)      | 21.7 (71.1)      | 22.4 (72.3)      | 19.6 (67.3)      | 15.5 (59.9)      | 8.9 (48.0)       | 5.2 (41.4)       | 2.5 (36.5)       |
| 来源：香港天文台    |                  |                  |                  |                  |                  |                  |                  |                  |                  |                  |                  |                  |                  |

## 歷史

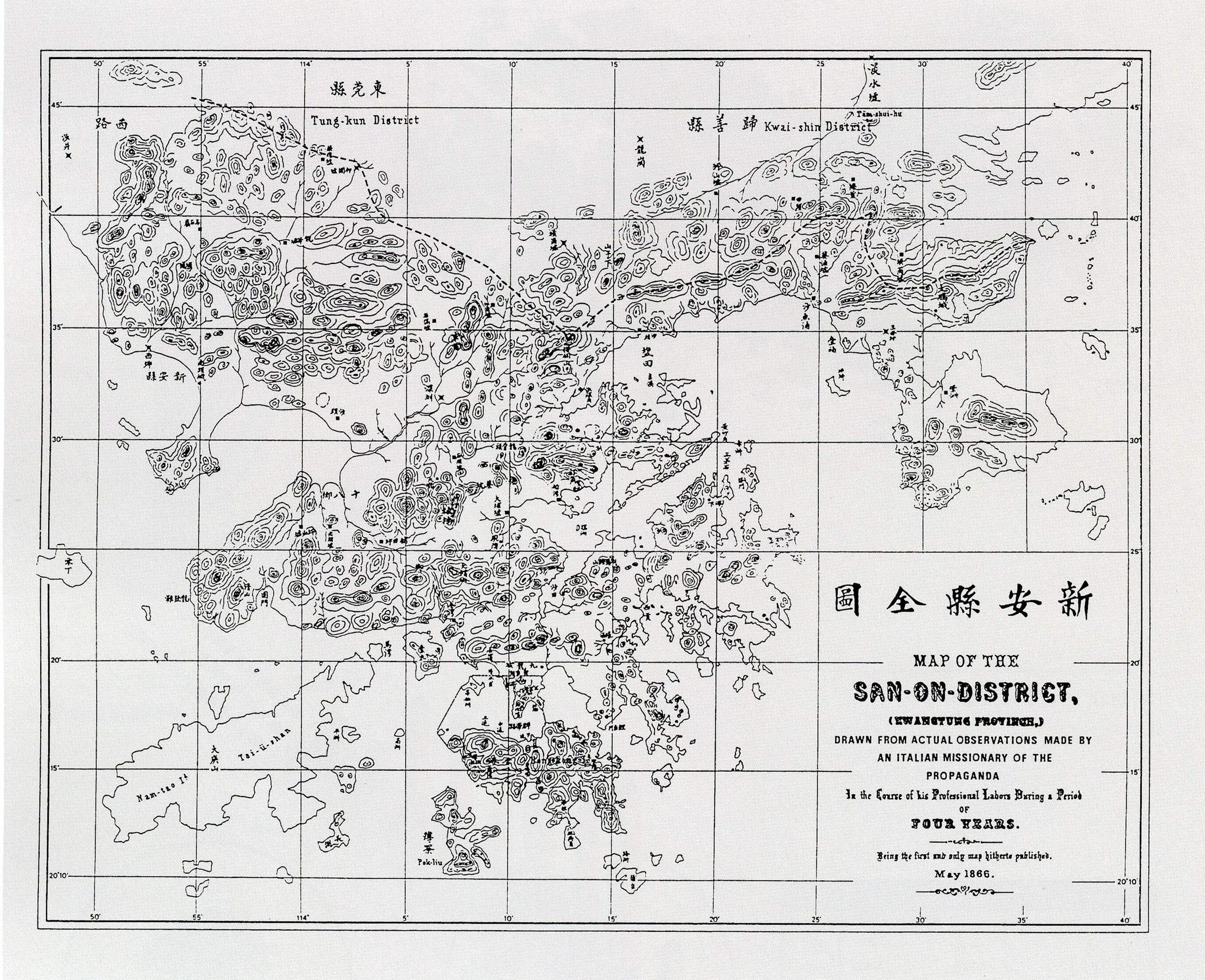
清同治七年《新安縣全圖》，當時的坪洲被標作為「平洲」

早在唐宋年間已有漁民居於坪洲。清朝中葉有呂（來自新安布吉）、鍾（分支自大埔林村田寮下）、林（來自南嶺圍）諸姓族人相繼遷入，散居在「大龍村」、「山頂村」、「圍仔村」、「圍仔井新村」及「大窩村」等，以漁業、商業及少量農業為生，以「坪洲灣」作為商業中心。
由於坪洲四面環海，容易取得可燒製成石灰的材料，包括蠔殼、蜆殼、珊瑚等，19世紀末至20世紀初坪洲發展灰窰業，開設多達11間灰窰廠，以「東興」、「大利」、「勝利」等較具規模，有數百居民從事相關工作，直到30、40年代才因水泥興起而逐漸式微。
1937年當時全東南亞最大的「大中國火柴廠」在坪洲啟業，僱用二千名員工投入生產。直到60至70年代坪洲的工業發展達到高峰，除火柴廠外，更開設有大型鋼管廠、柚木傢俬廠、造船廠、紡織廠、牛皮廠等，還有陶瓷繪畫加工廠、藤器編織及其他小型手工業，島上有過百間廠房及山寨廠。

## 人口

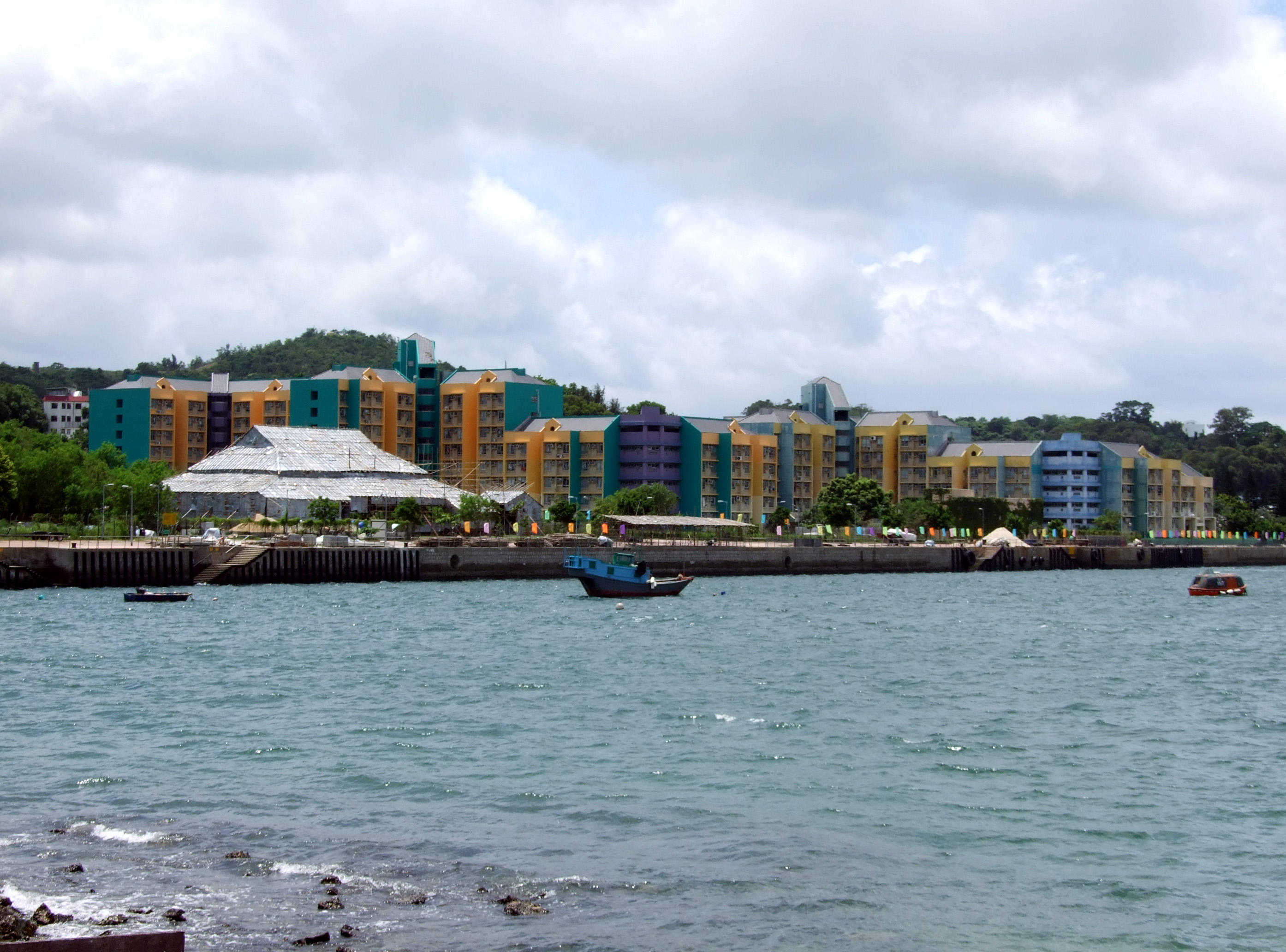
金坪邨及坪麗苑

坪洲人口約有6500人，除有一座公共屋邨金坪邨及居者有其屋屋苑坪麗苑外，居民分別居於元嶺仔、南灣新村、第一新村、圍仔村、圍仔井新村、山頂村等村落。

## 交通

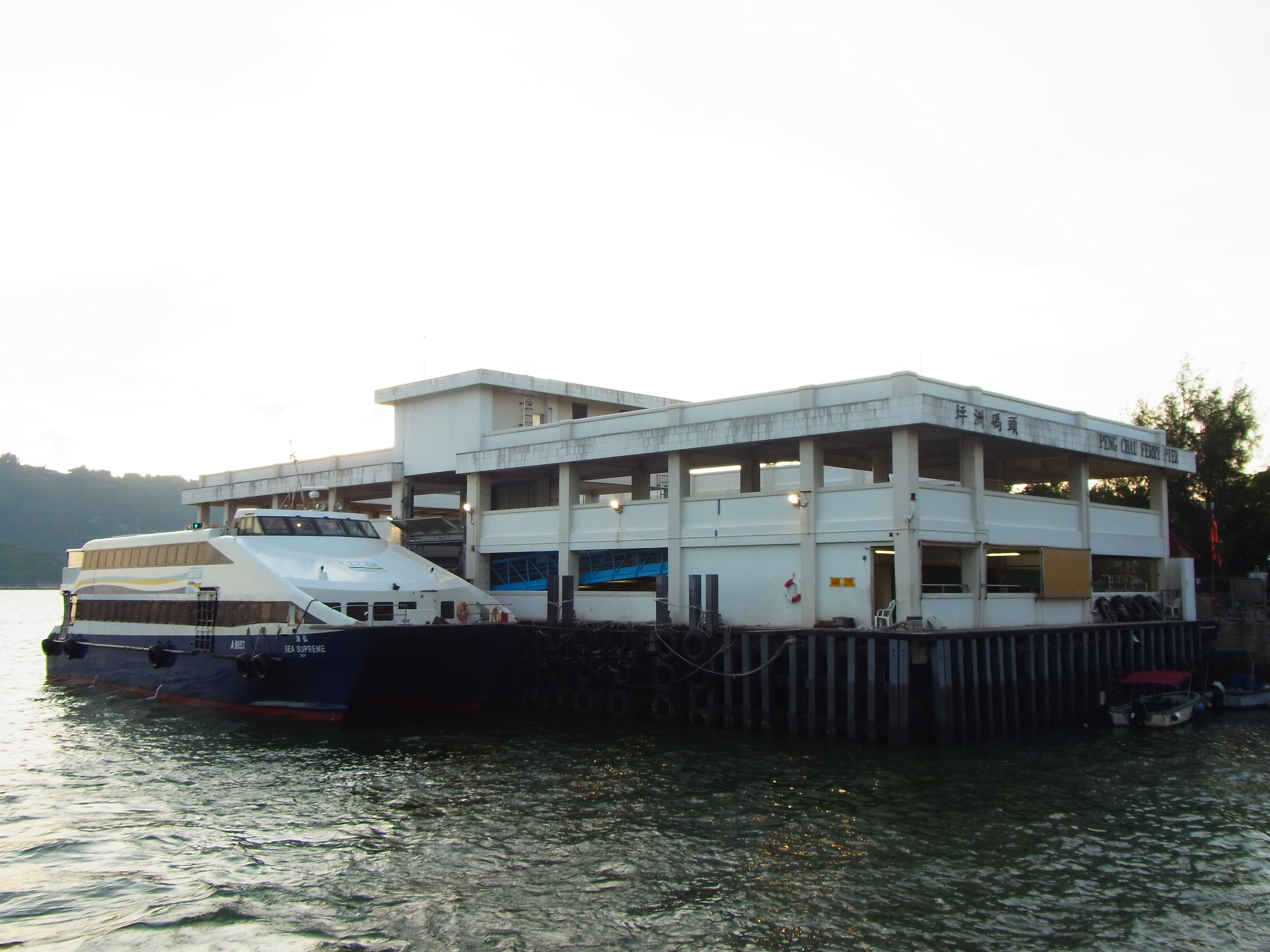
坪洲碼頭

坪洲沒有任何私人汽車，居民只能以單車作代步。對外交通方面，則完全依靠渡輪。另外島內有電油發動的小型救護車及消防車，島民遇上急症時也可使用政府飛行服務隊的直升機直達香港市區。

### 渡輪及街渡服務
- 坪洲碼頭
  1. 港九小輪：來往中環及坪洲，普通船收費為$19.8（星期一至六）／$28.4（星期日及公眾假期），快速船收費為$36.9 (星期一至六）／$54.3（星期日及公眾假期），3至11歲小童和65歲以上老人普通船收費$9.9（星期一至六）／$14.2（星期日及公眾假期），快速船收費為$18.4（星期一至六）／$27.1（星期日及公眾假期），3歲以下幼兒在成人陪同下免費。
  2. 新渡輪橫水渡：連接梅窩、芝麻灣及長洲，收費為$14.5，3-11歲小童和65歲以上長者半價，3歲以下幼兒在成人陪同下免費。
  3. 港九小輪：來往喜靈洲及坪洲，收費為$18.7，3-11歲小童和65歲以上老人半價，3歲以下幼兒在成人陪同下免費。
- 坪洲公眾碼頭
  1. 翠華船務：來往愉景灣的持牌街渡服務
    - 愉景灣（稔樹灣街渡碼頭）往返坪洲（經神樂院）$7.5，小童（5歲以下）半價。
- 大利島公眾碼頭

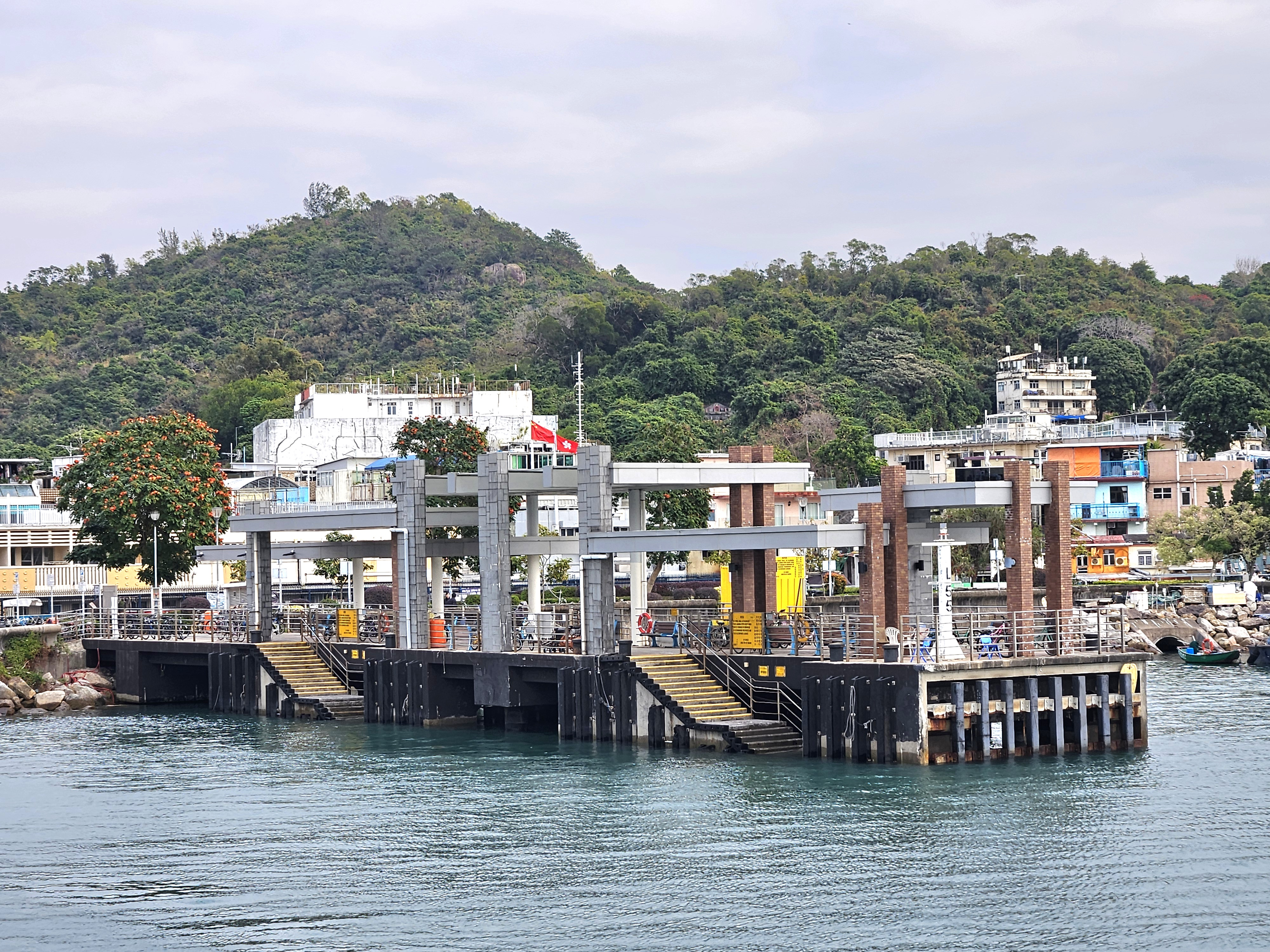
坪洲公眾碼頭
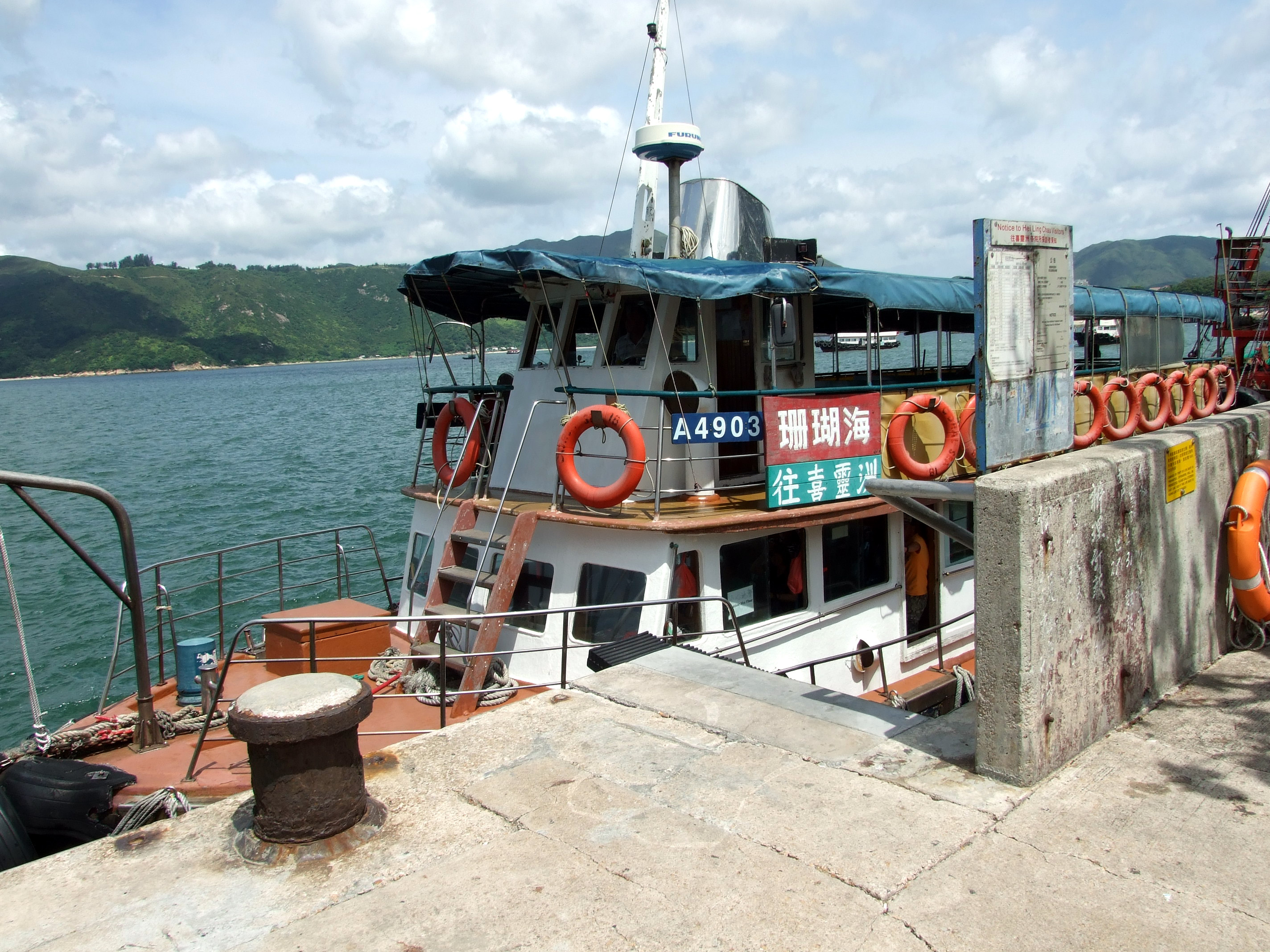
坪洲一號登岸台階
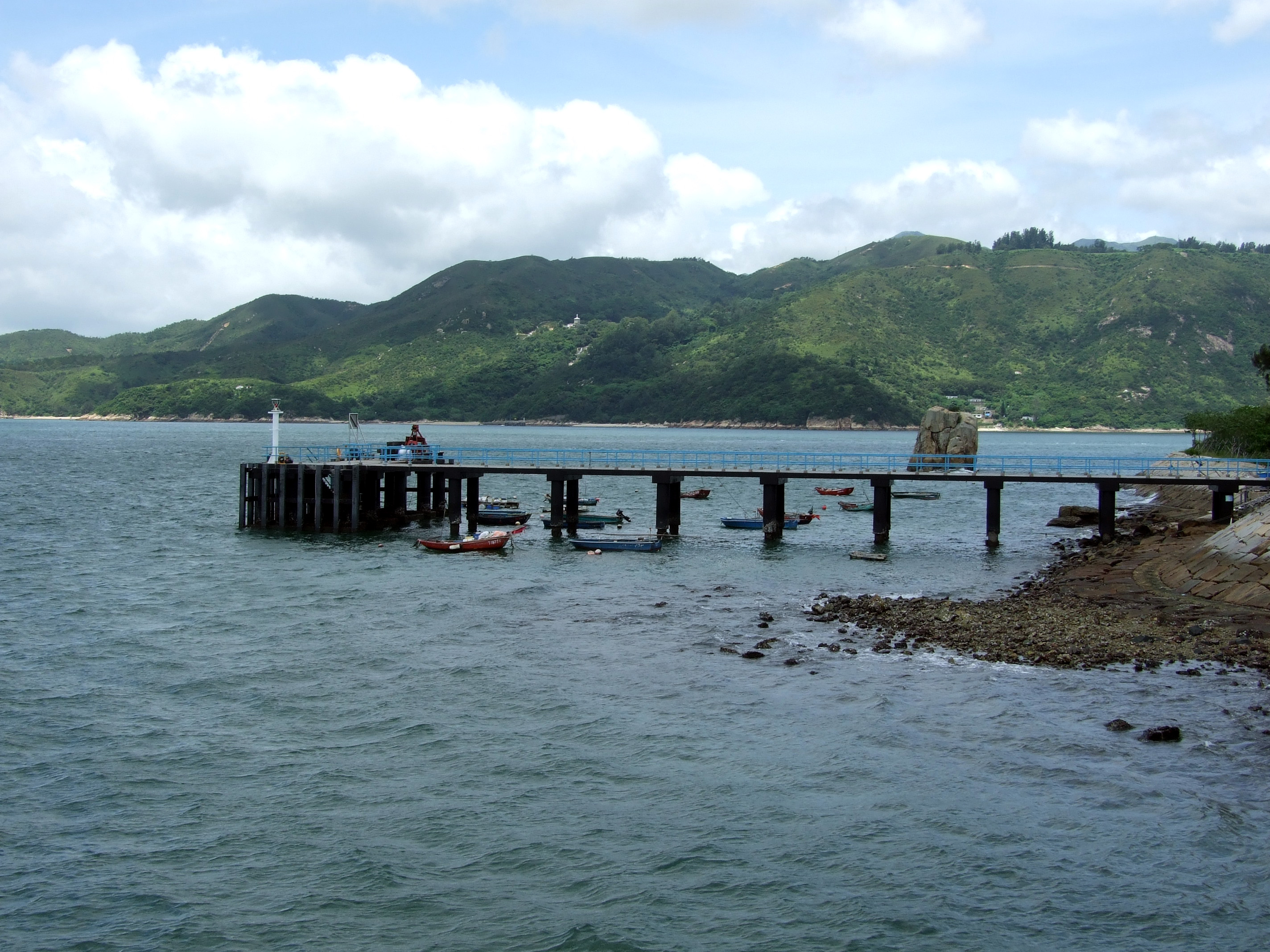
大利島公眾碼頭

## 特色建築

### 歷史建築
香港歷史建築：香港三級歷史建築物

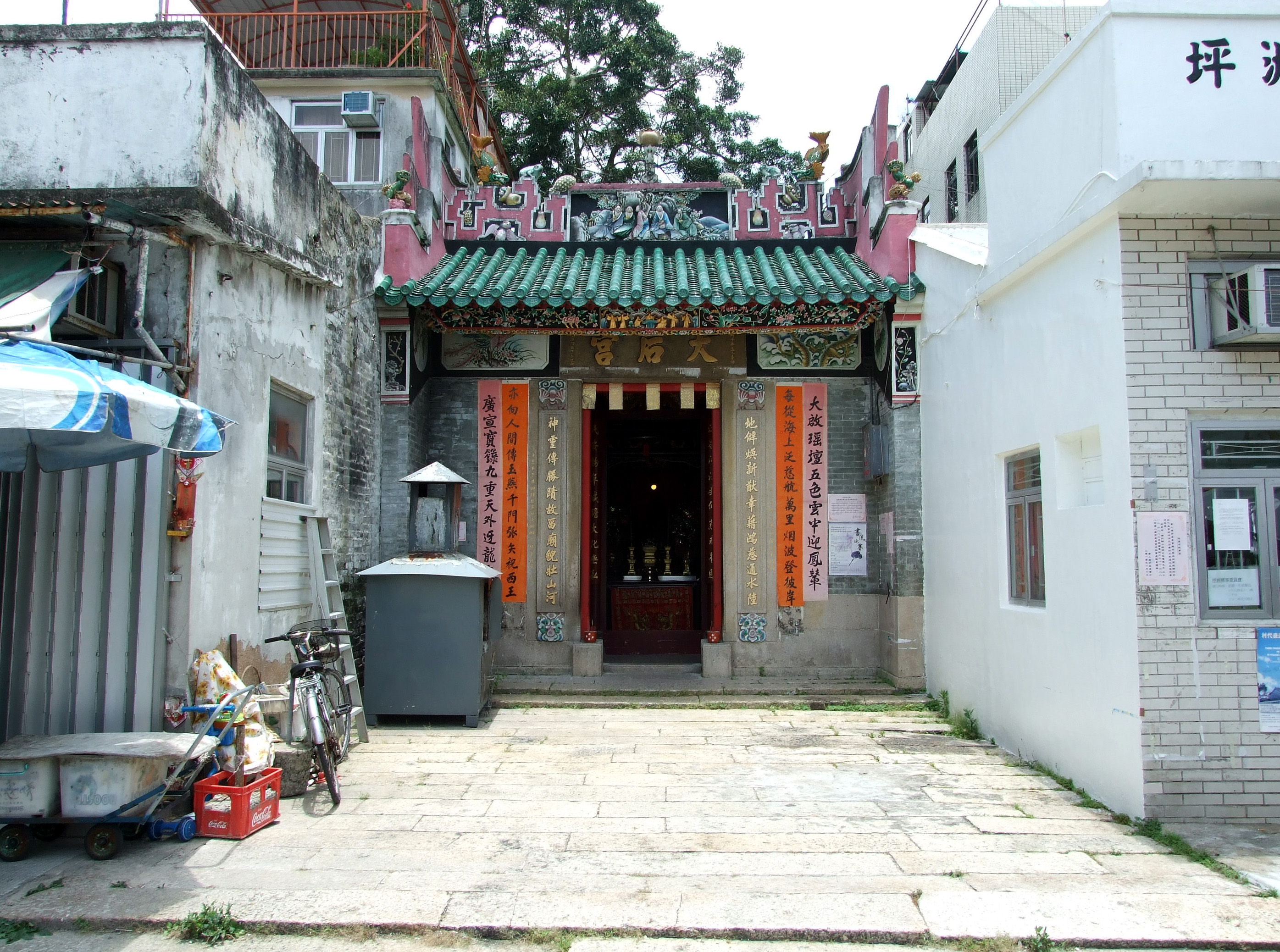
坪洲天后宮

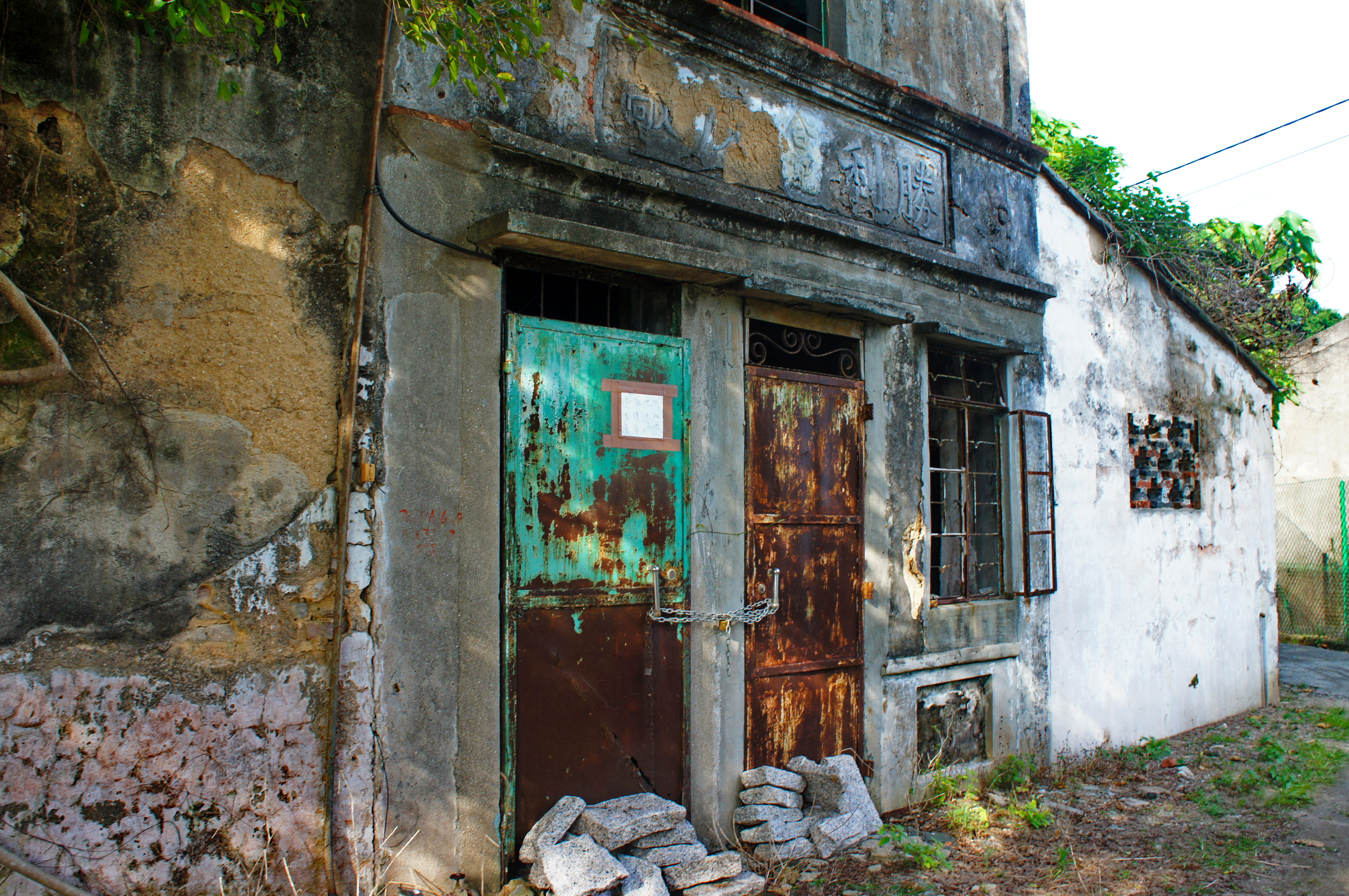
坪洲勝利合記石灰窰廠遺址

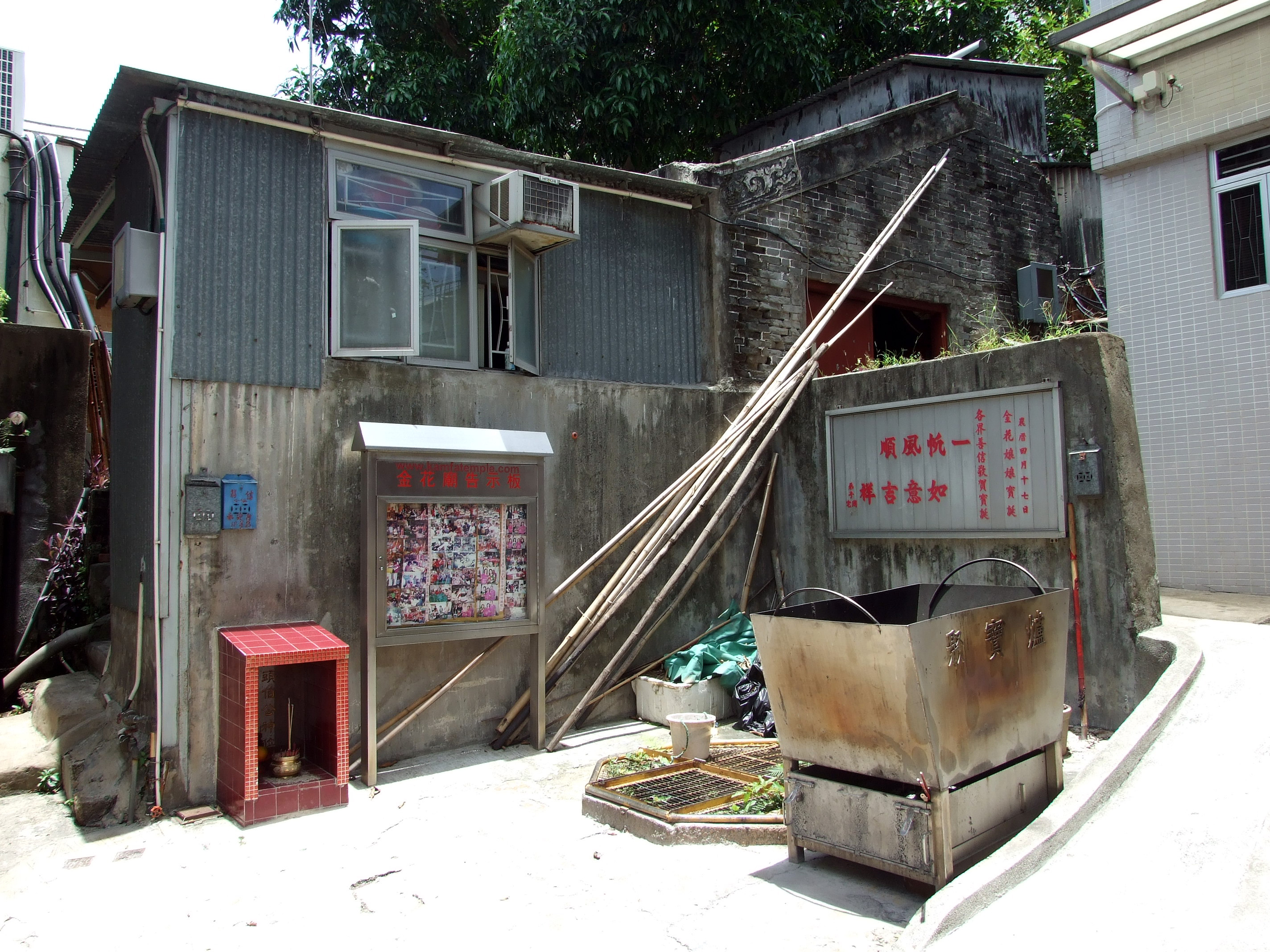
山頂村義祠

- 坪洲天后宮：建於嘉慶三年（1798年），大殿內對聯：『海靜波澂浩蕩聖恩敷赤子；民安物阜巍峨母德濟蒼生。』指相傳天后曾顯靈阻海盜張保仔劫掠坪洲；旁有一奉禁封船碑。
- 大中國火柴廠石碑：火柴廠於1937年由上海富商劉鴻生創辦，位於北灣及北灣舊村，曾是東南亞最大的火柴廠，直到1976年才正式結業，只餘刻有「大中國火柴廠」的石碑散落在北灣草地上。
- 坪洲勝利合記石灰窰廠：位於南灣，是僅存的灰窰廠遺址，見證坪洲灰窰業的一頁歷史。
- 坪洲石屋：私人擁有，1936年前建
- 坪洲牛皮廠：私人擁有，約建於1930年代
- 坪洲山頂村義祠：私人擁有，建於1870年代

### 工業遺址
- 坪洲勝利合記石灰窰廠
- 坪洲牛皮廠
- 坪洲鋼管廠

### 其他
- 奉禁封船碑：立於清朝道光十五年（1825年），新安縣縣官判禁止官差強徵民船，因恐日久弊生，居民自資立石示禁，現址於坪洲天后宮旁。
- 清朝金字頂瓦面平房：位於永安街中段，一連3間，保留古雅的瓦頂，成為坪洲永安街的一大特色。(已拆)
- 坪洲戲院

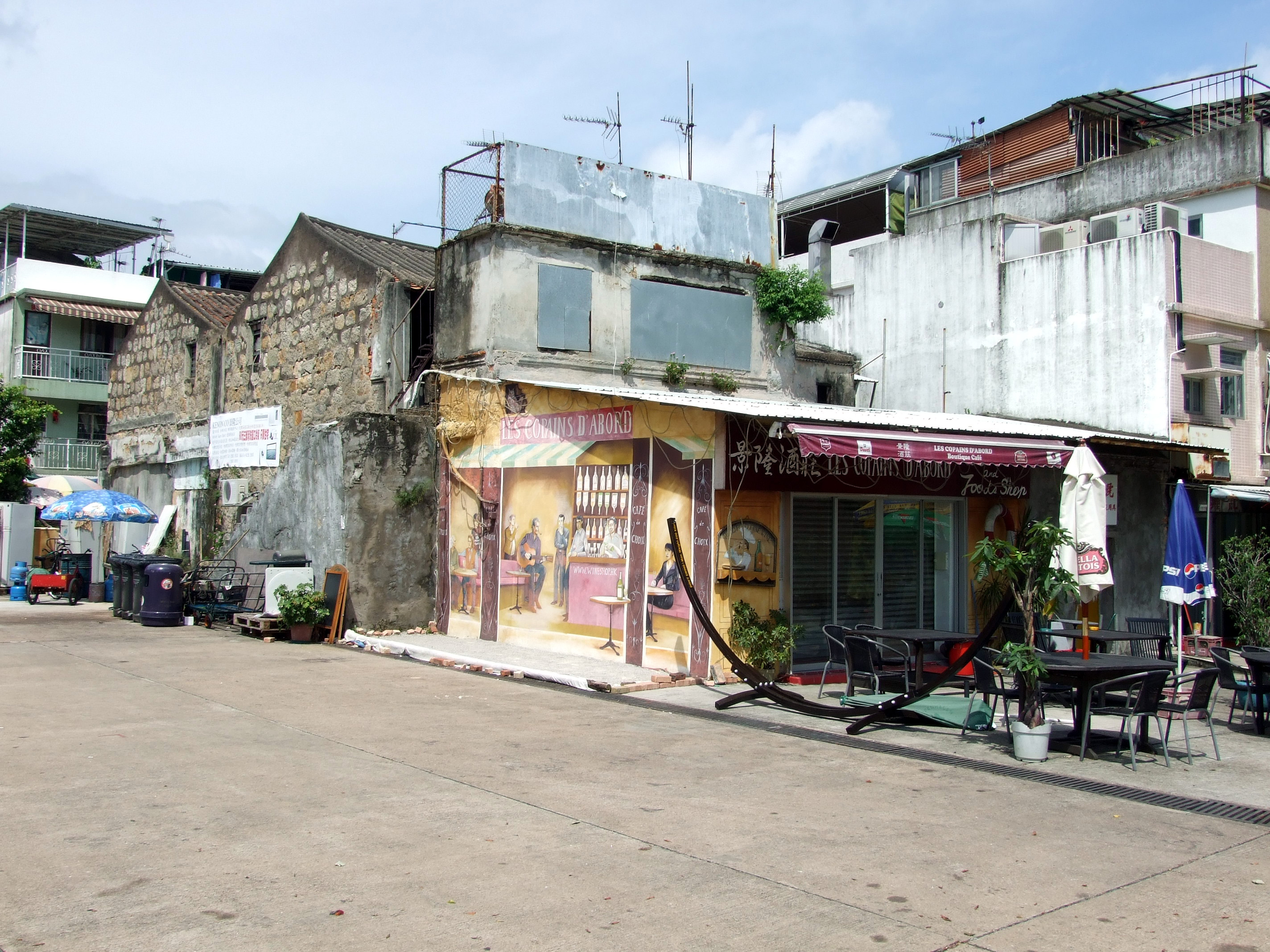
坪洲石屋
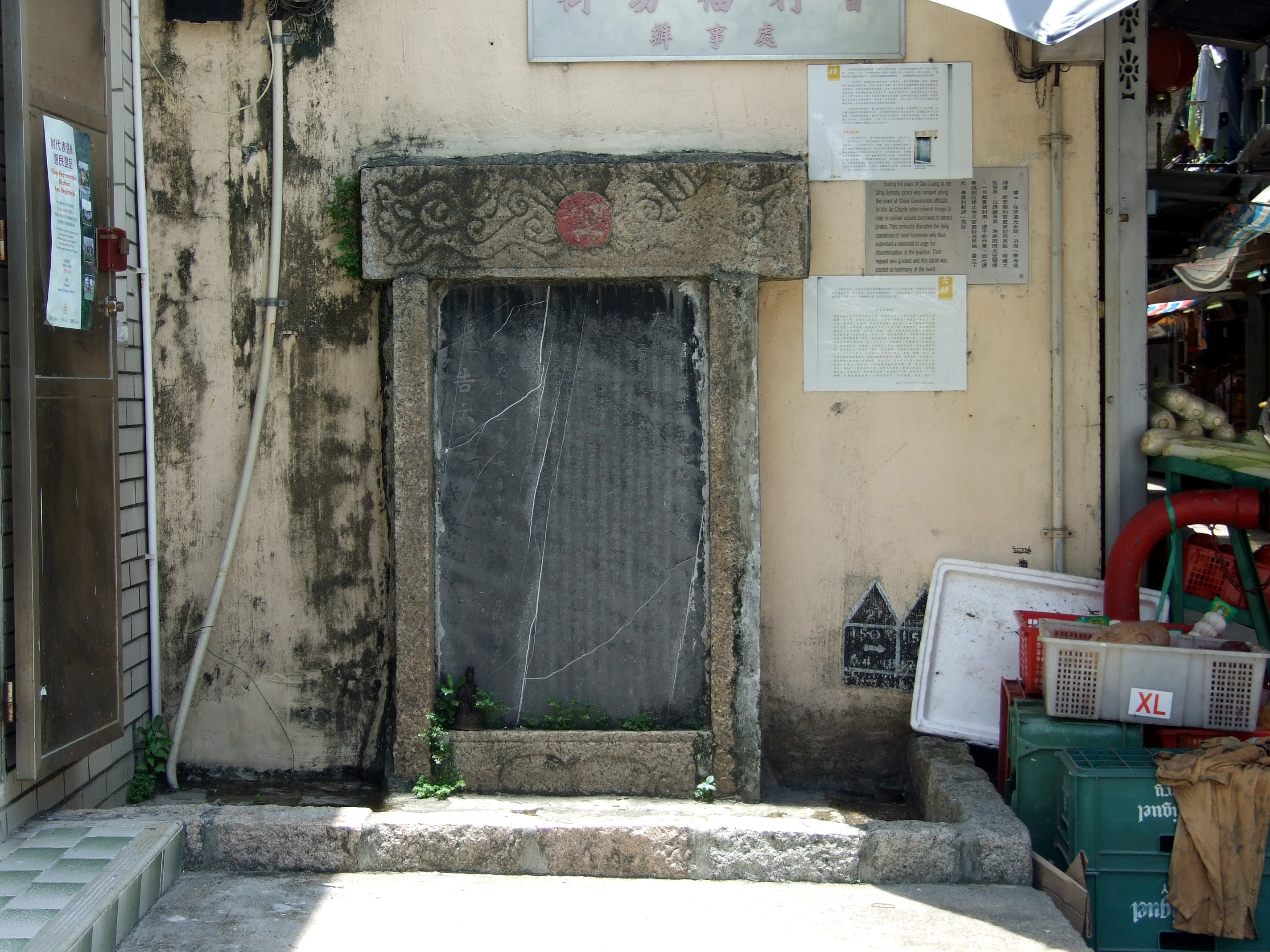
奉禁封船碑
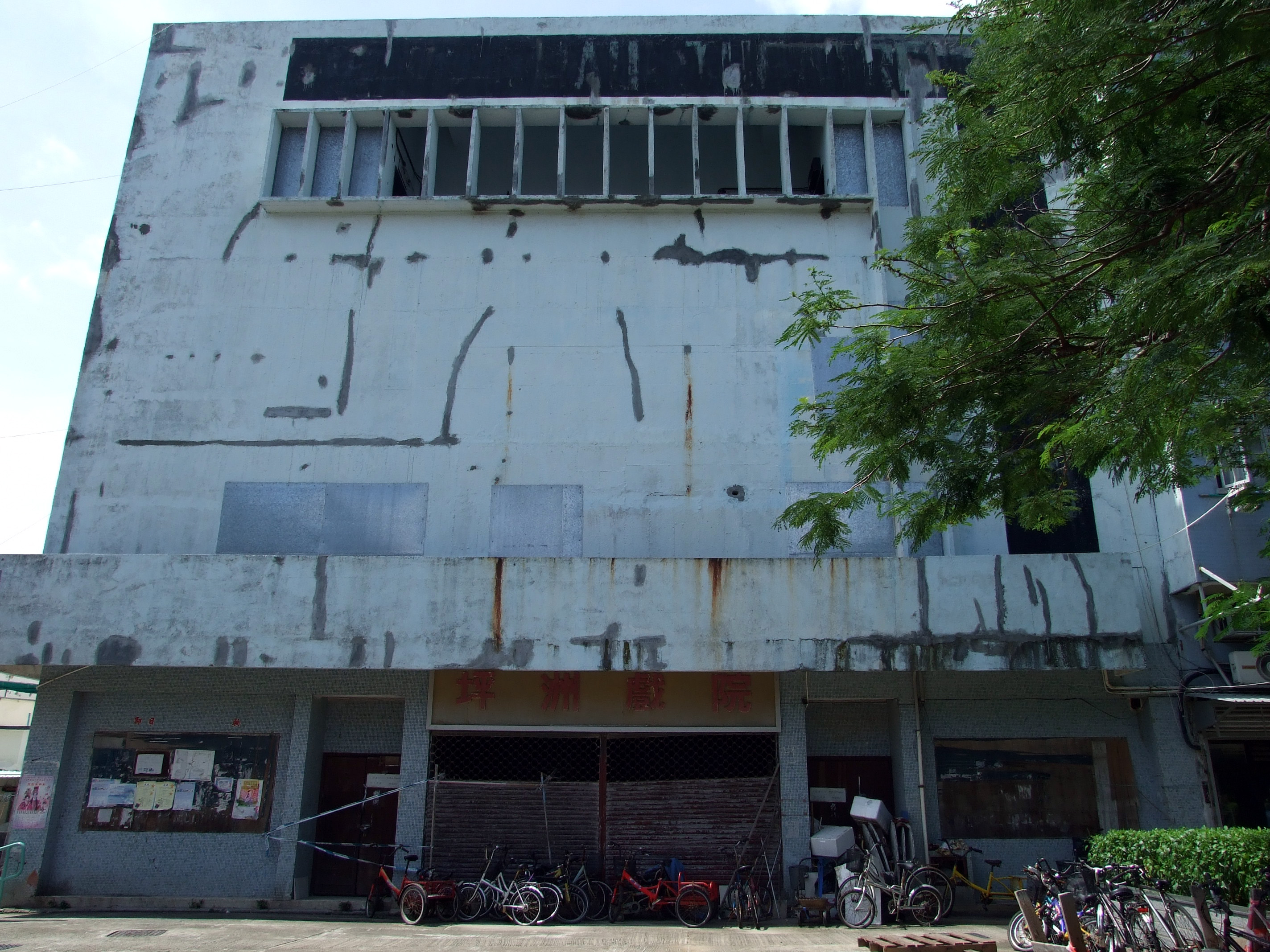
坪洲戲院

## 宗教建築

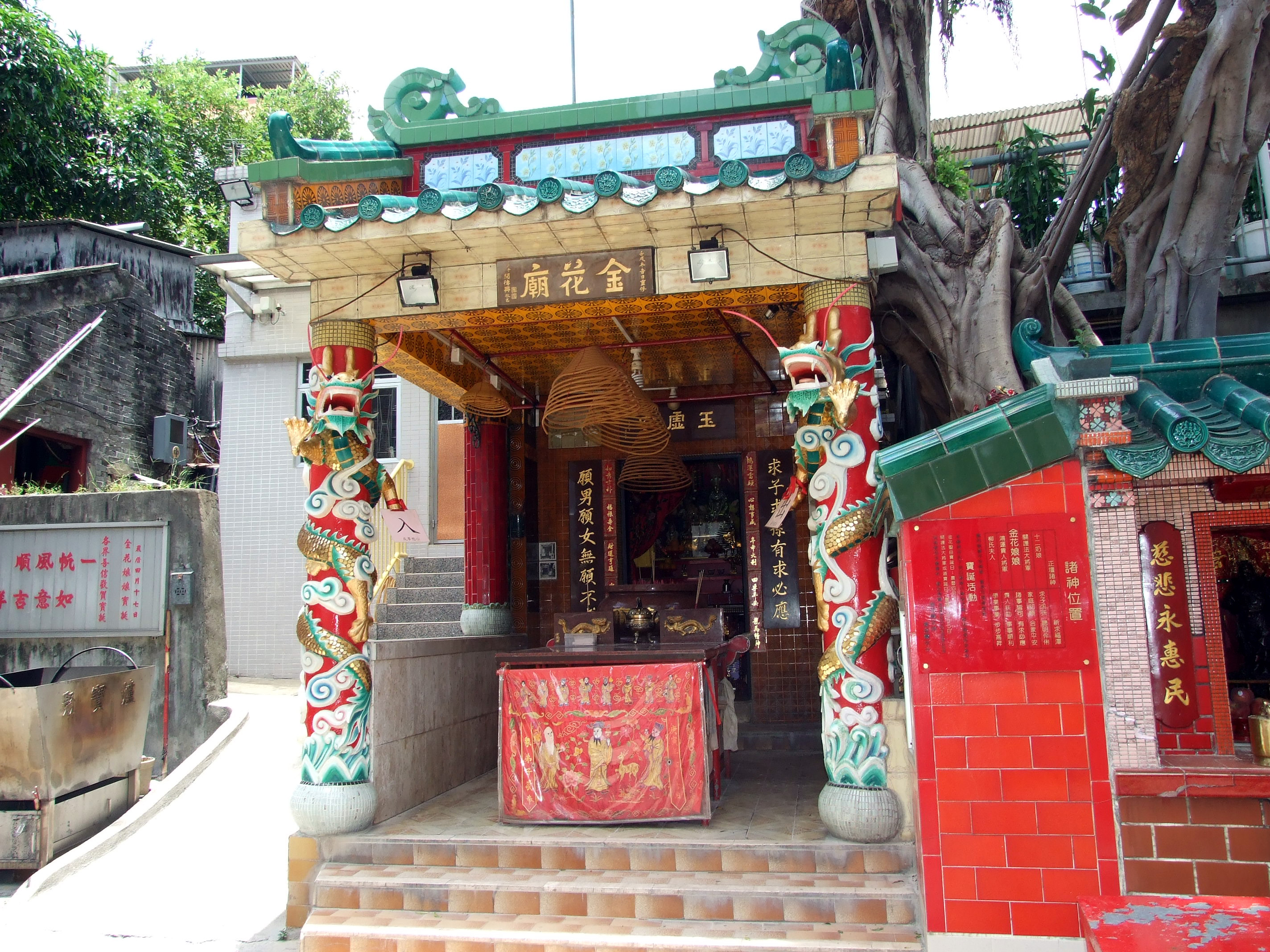
金花廟

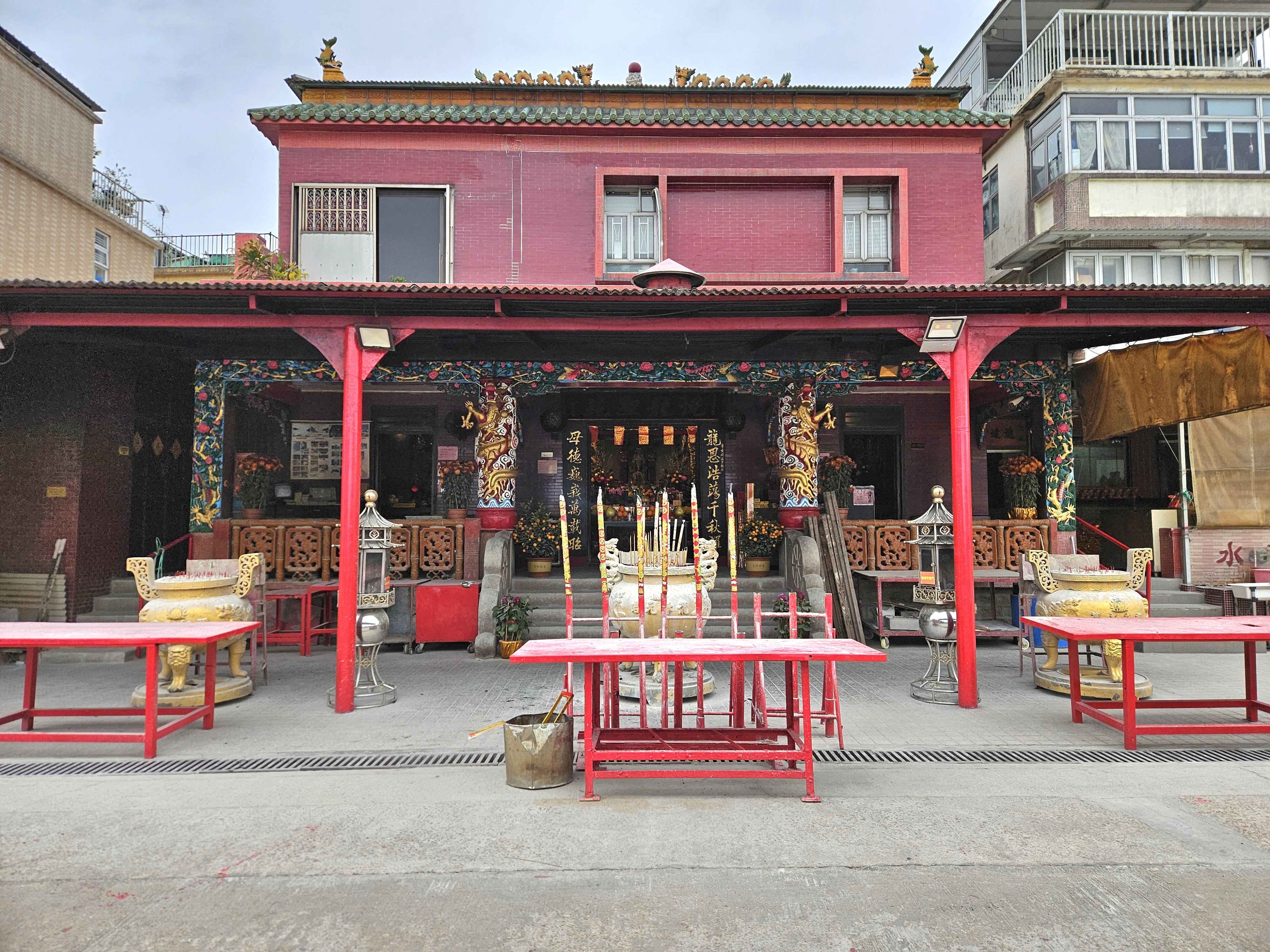
龍母廟

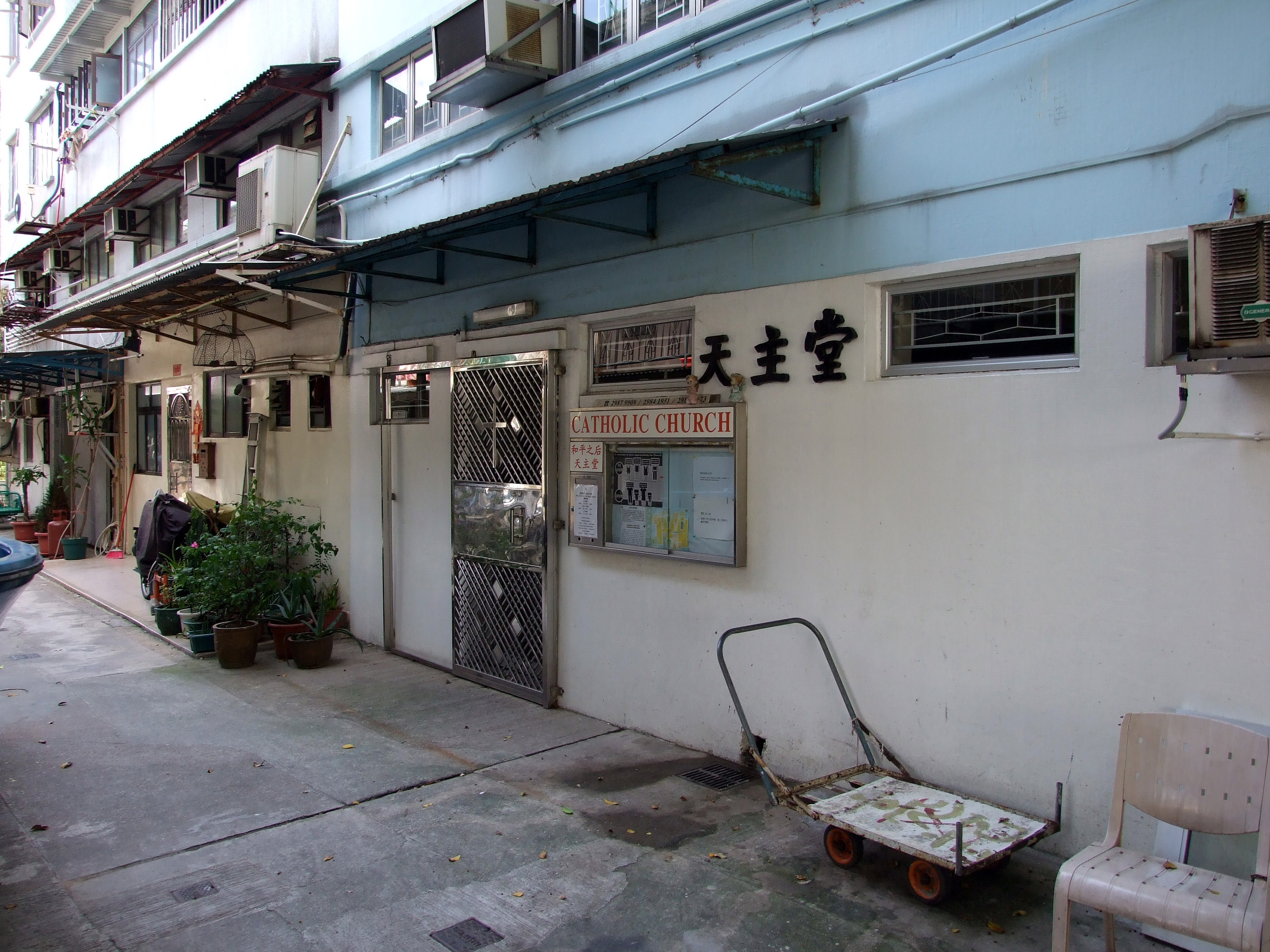
和平之后天主堂
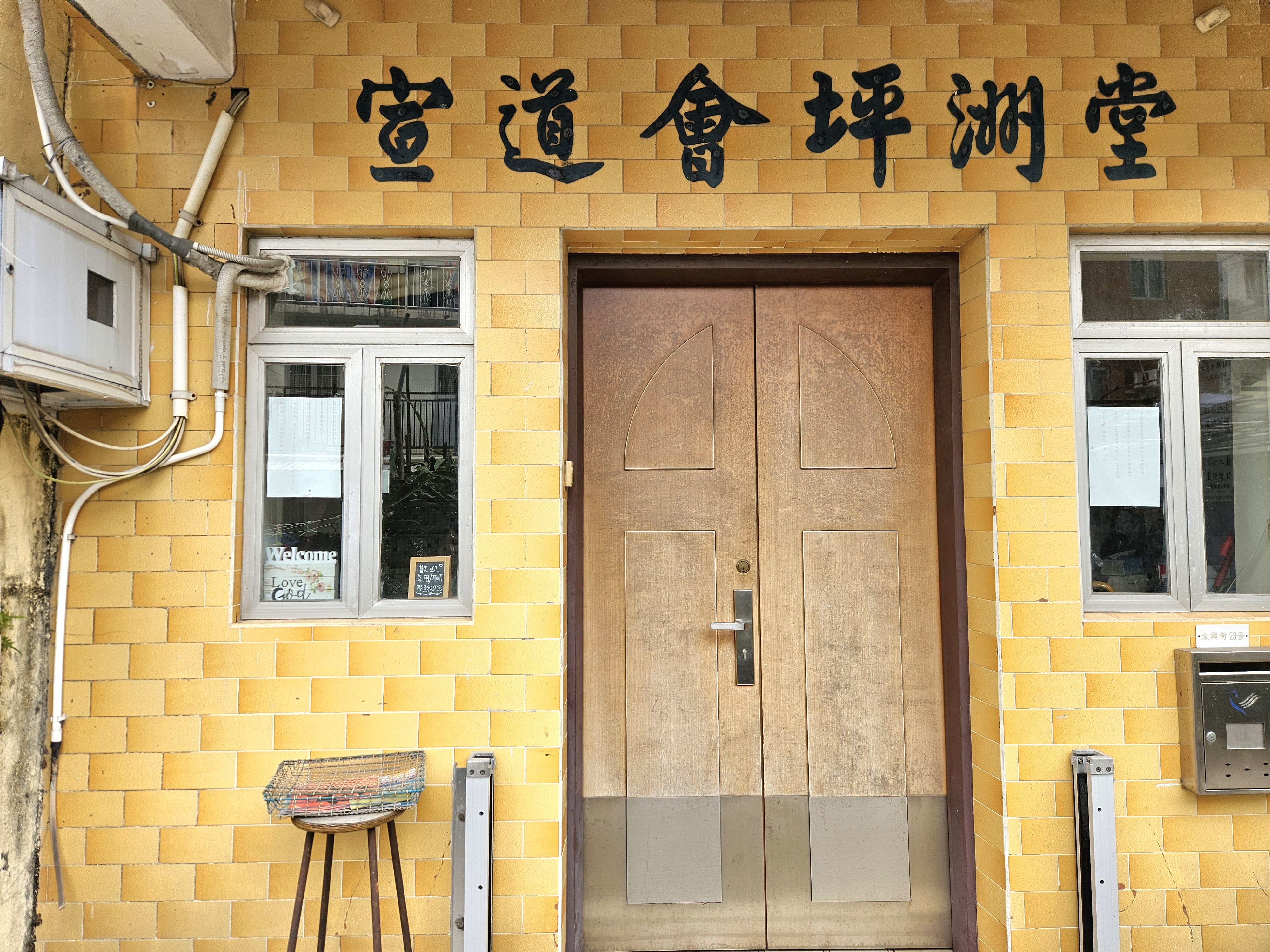
基督教宣道會坪洲堂
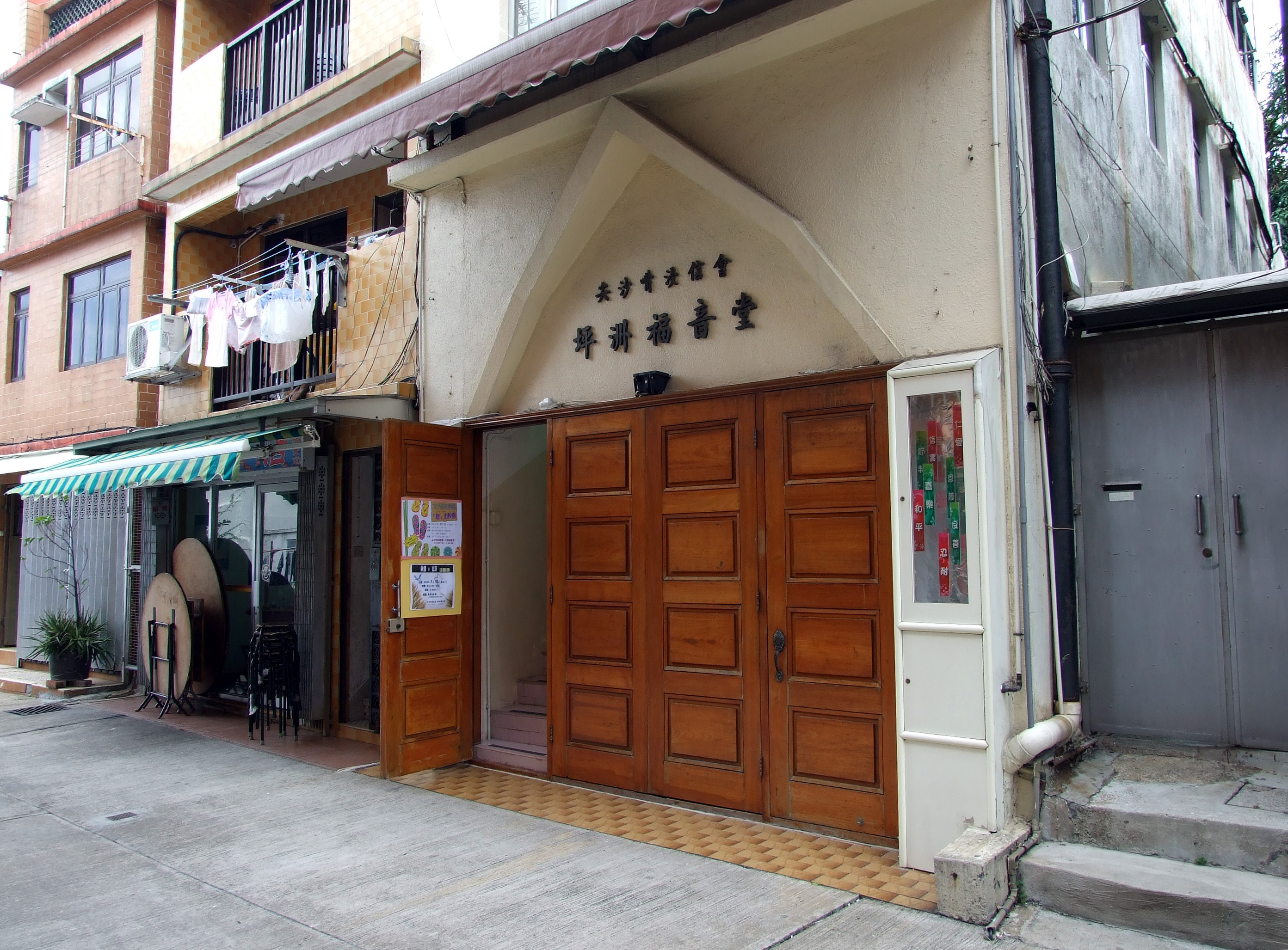
尖沙嘴浸信會坪洲福音堂

- 坪洲天后宮
- 坪洲金花廟
- 坪洲龍母廟
- 坪洲洪聖爺廟
- 仙姊廟（七姐廟）
- 道德善堂
- 圓通講寺

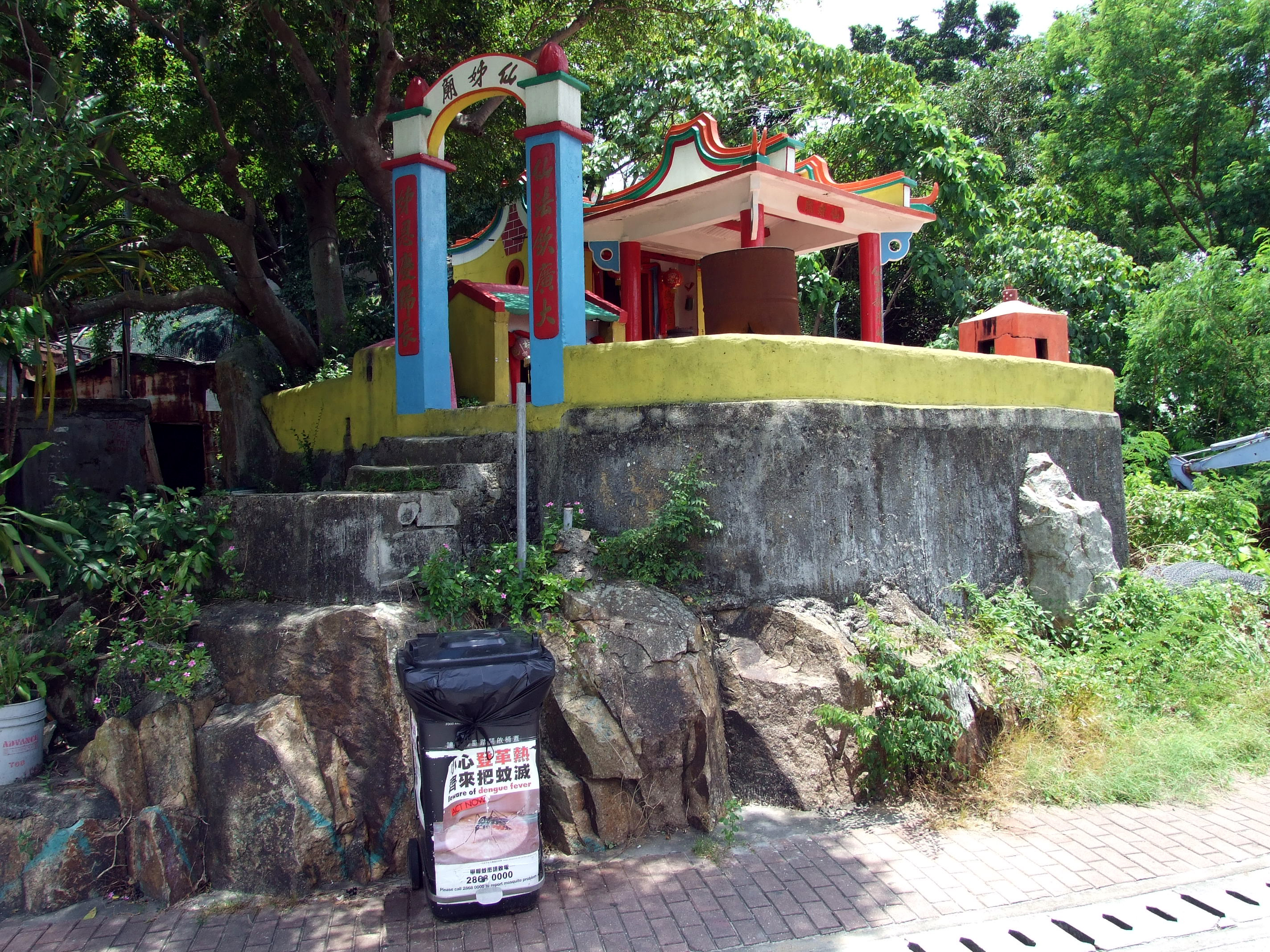
仙姊廟
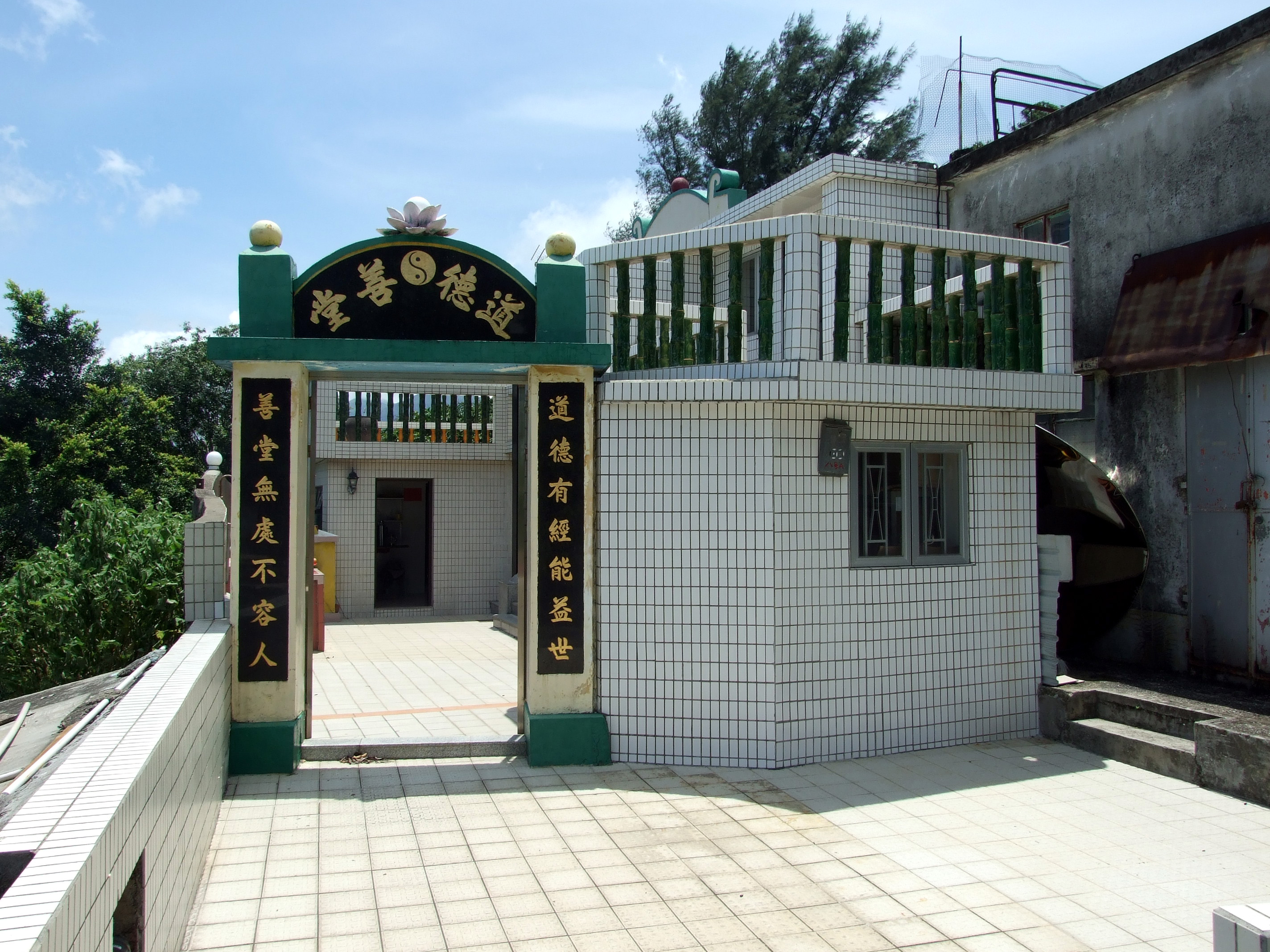
道德善堂
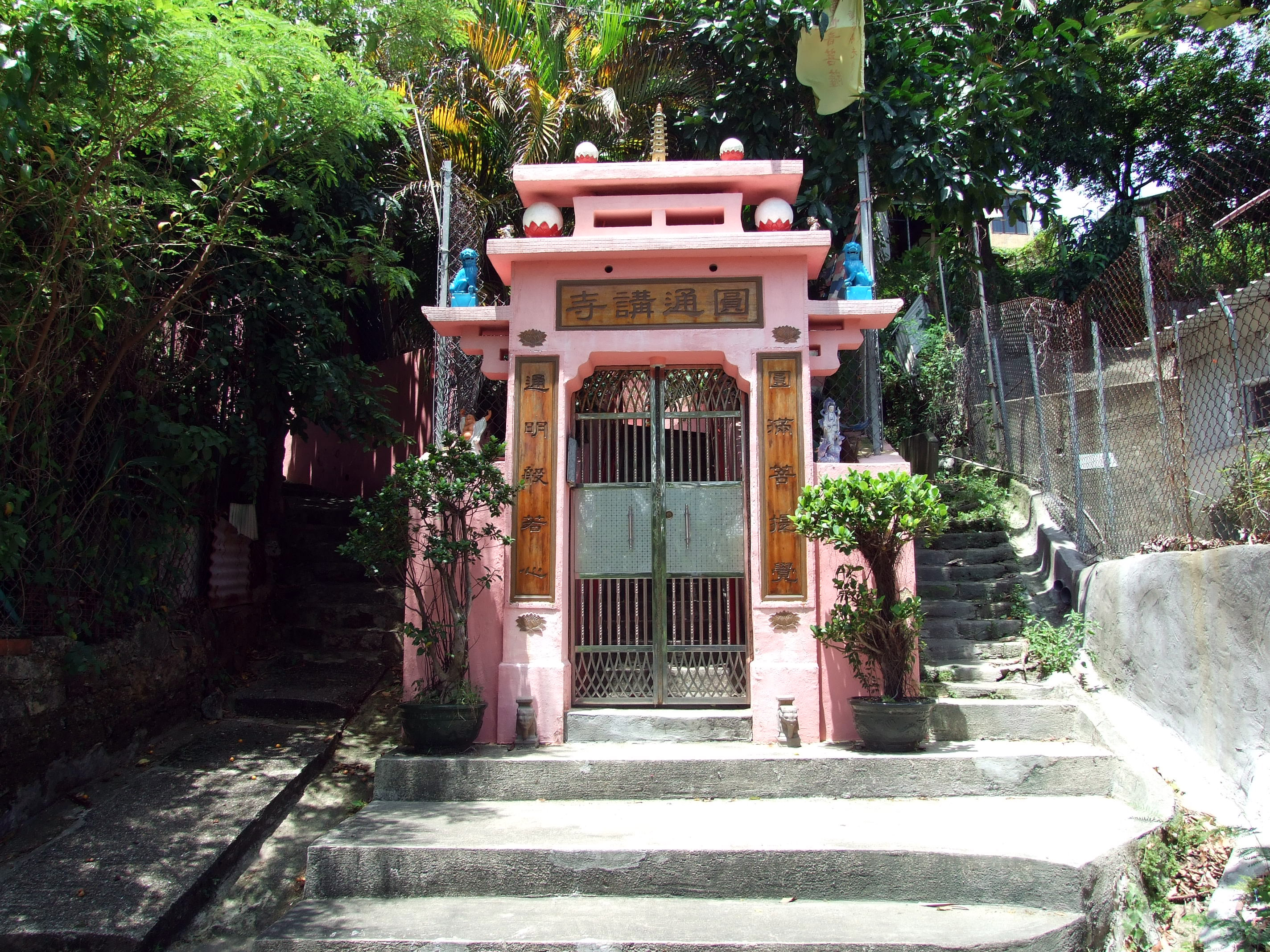
圓通講寺
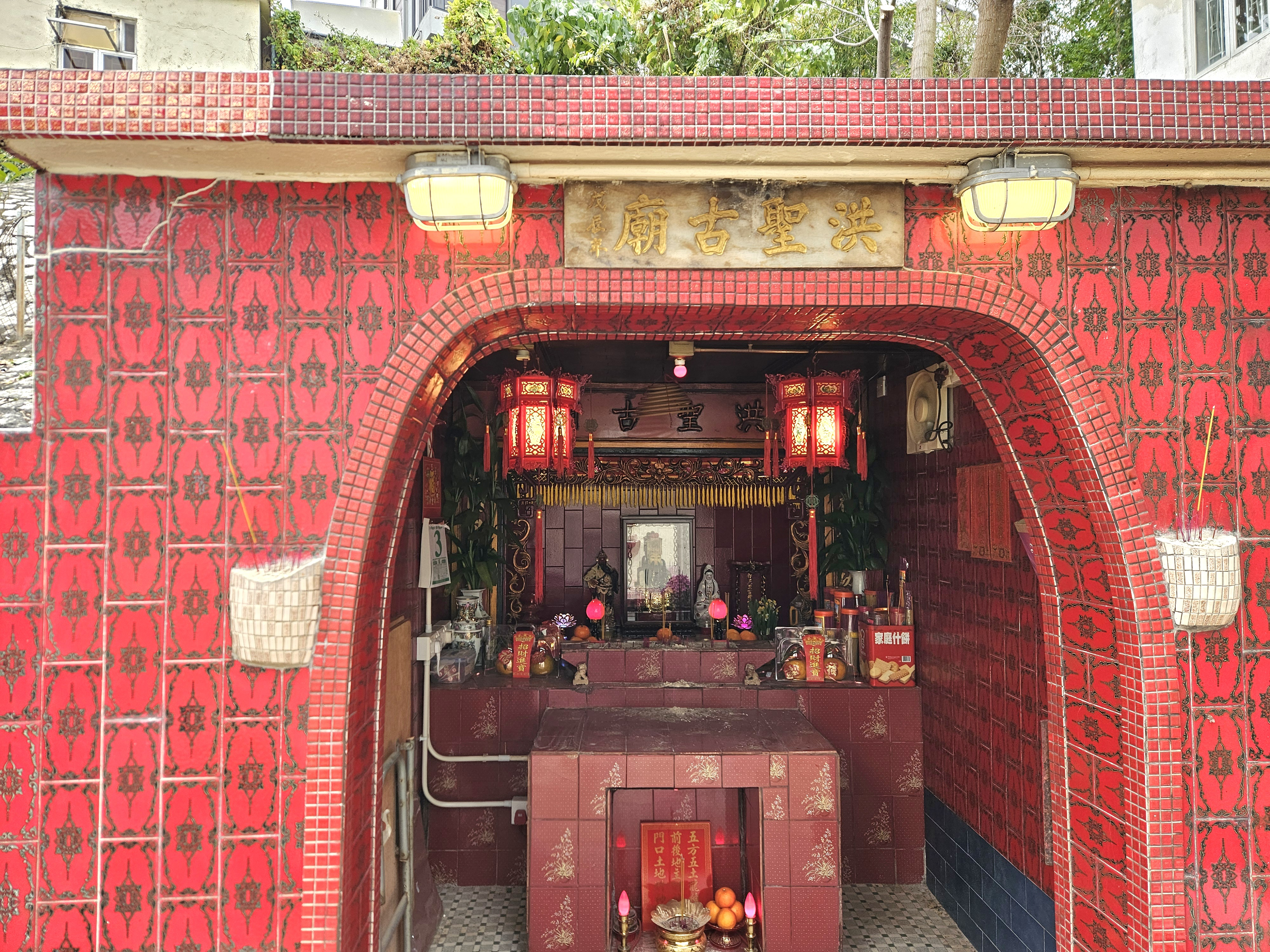
洪聖古廟

- 和平之后天主堂
- 基督教宣道會坪洲堂
- 尖沙嘴浸信會坪洲福音堂

- 基督教宣道會坪洲堂
- 尖沙嘴浸信會坪洲福音堂

## 節日
- 天后誕
- 七姐誕
- 坪洲中元建醮

## 景點

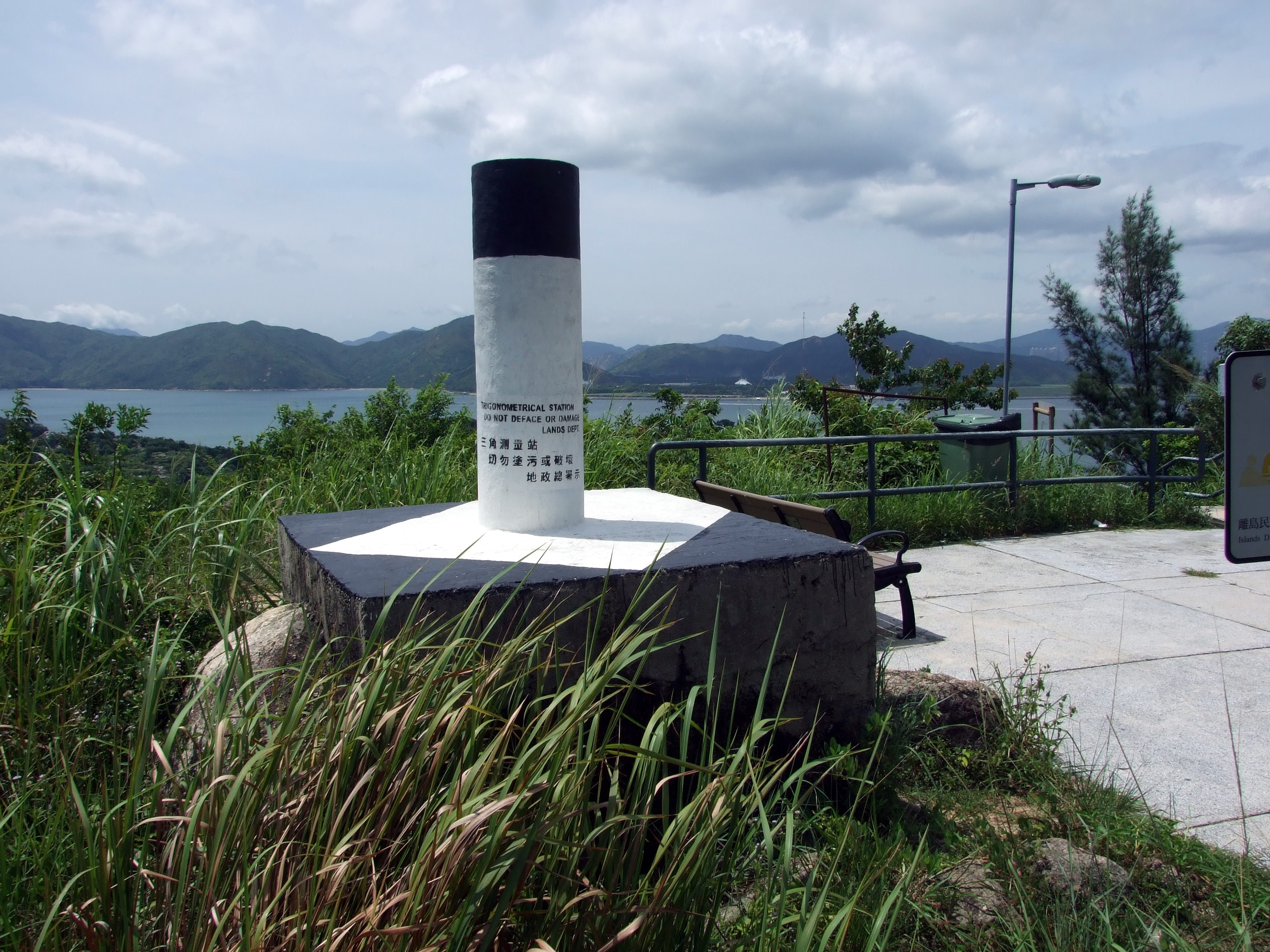
手指山山頂三角測量站

- 手指山
- 大利島（洲仔橋）

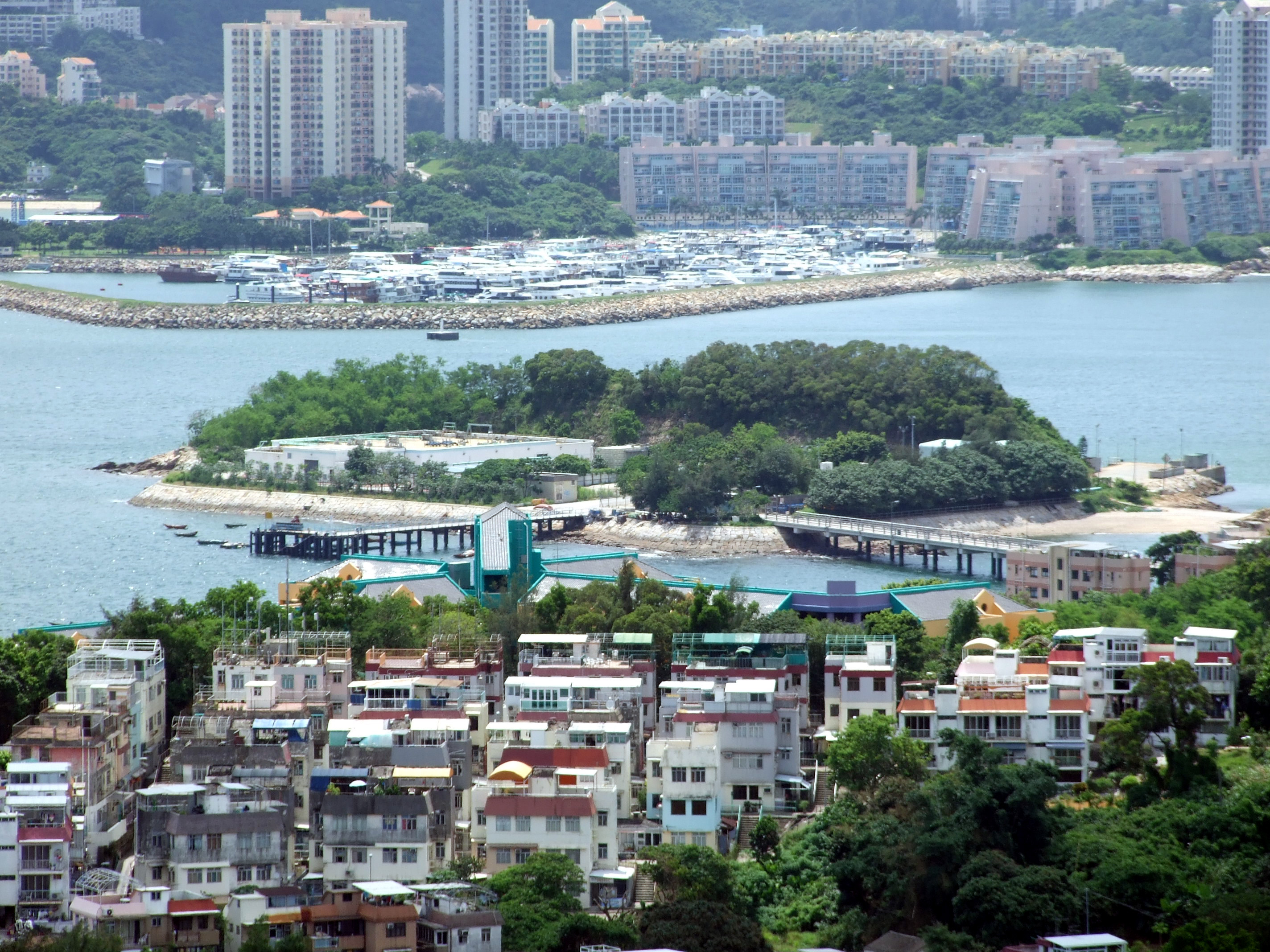
大利島
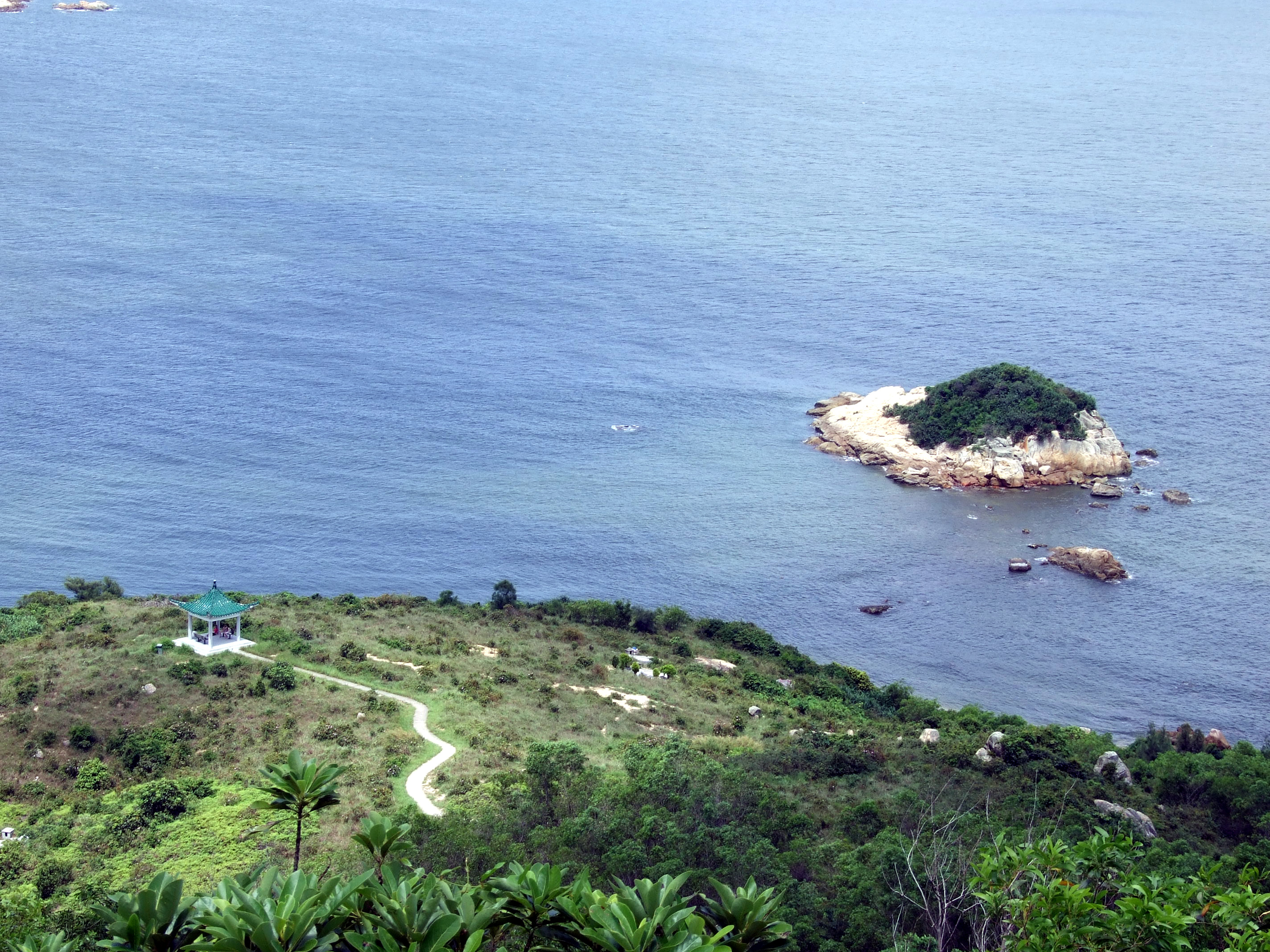
天涯海角
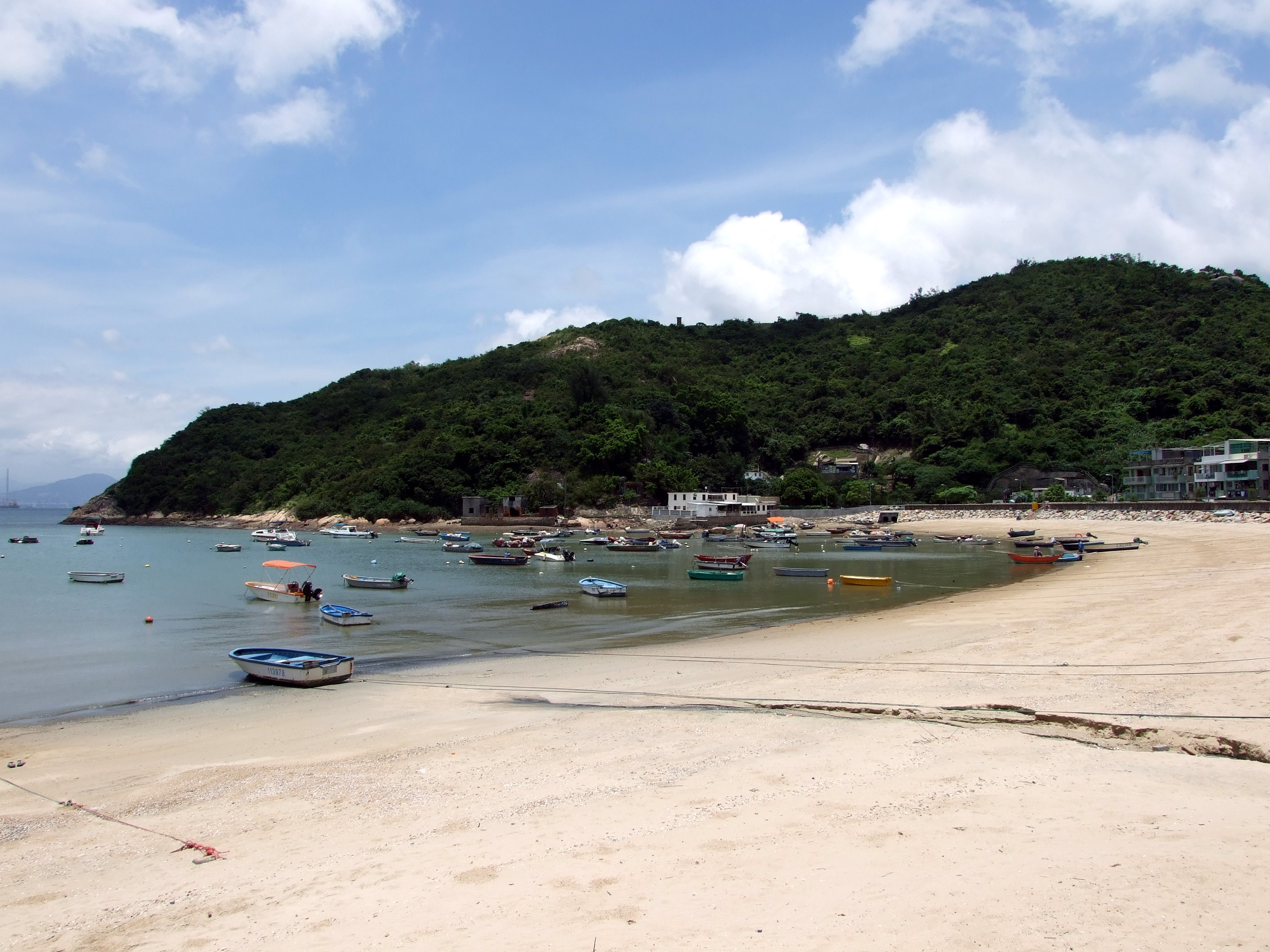
南灣海濱單車徑
- 東灣海灘
- 坪洲市集（永安街）
- 清朝瓦頂屋行人隧道
- 北灣行山徑
- 坪洲東百萬森林計劃植林復育區

- 大利島
- 天涯海角及銀洲
- 東灣海灘

## 資助房屋
坪洲島上設有兩個鄉村式設計的政府資助房屋，即公共屋邨金坪邨及居者有其屋計劃屋苑坪麗苑。

## 公共設施

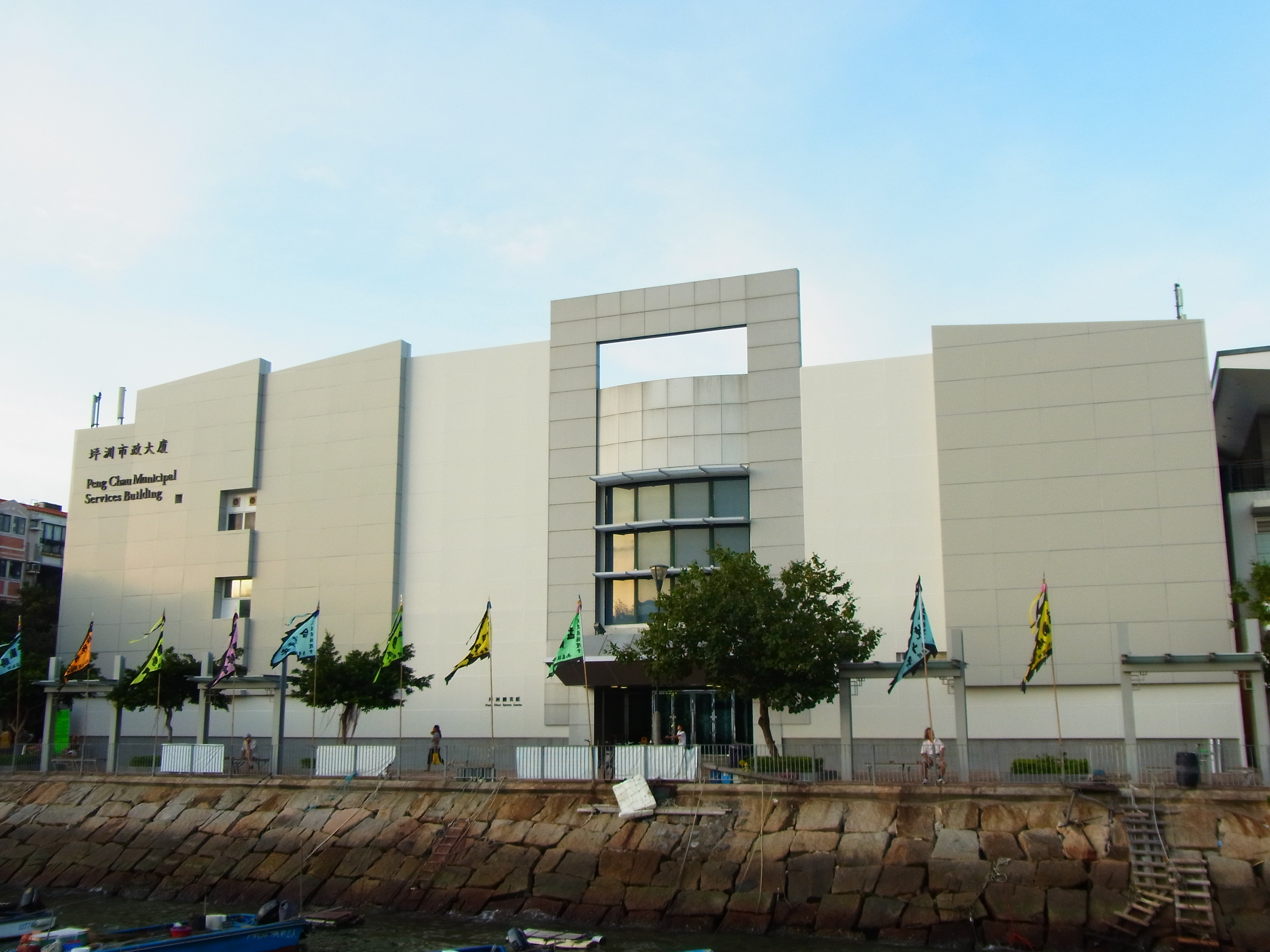
坪洲市政大樓內，包括了街市、體育館及公共圖書館等公共設施

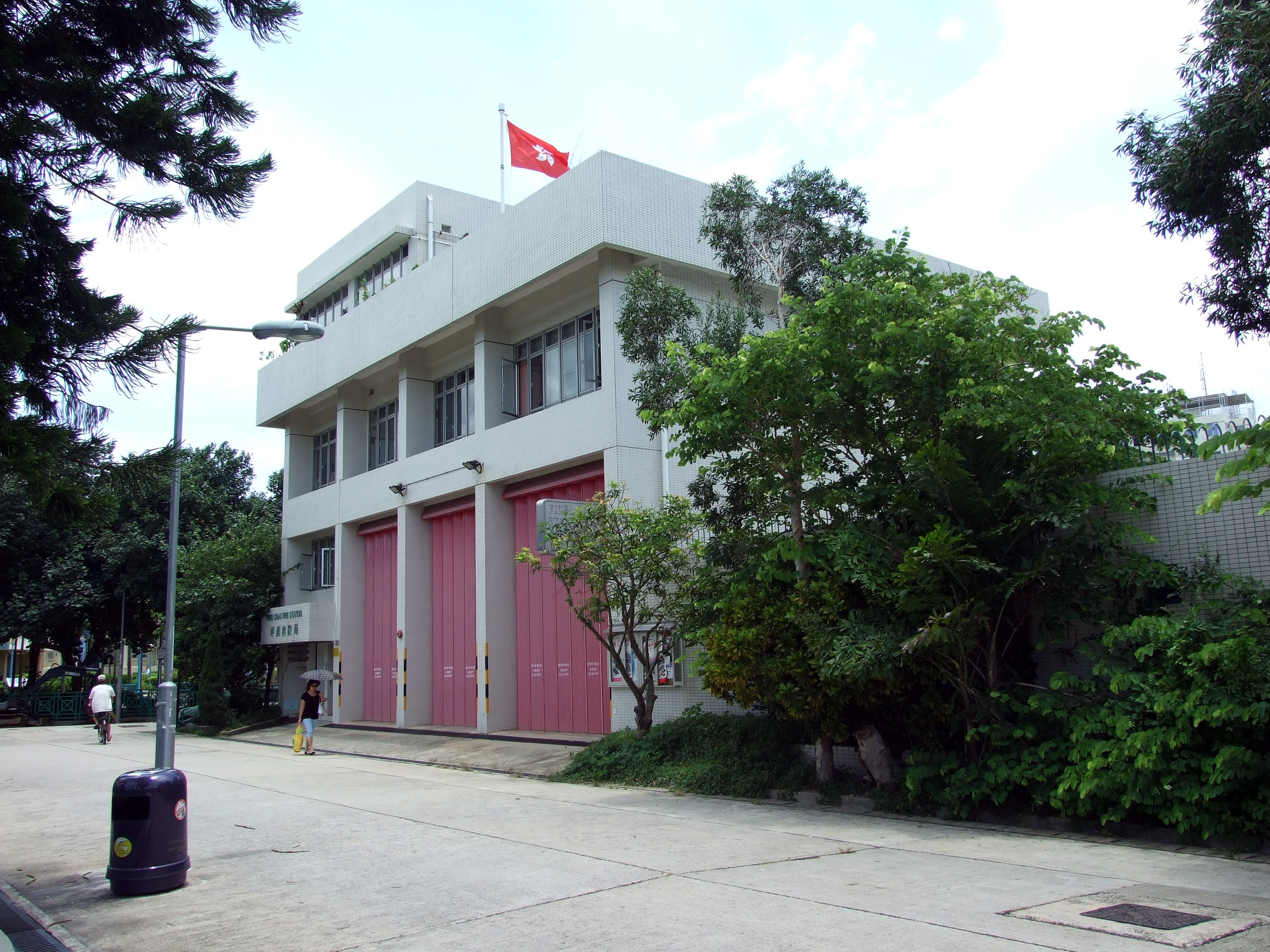
坪洲消防局

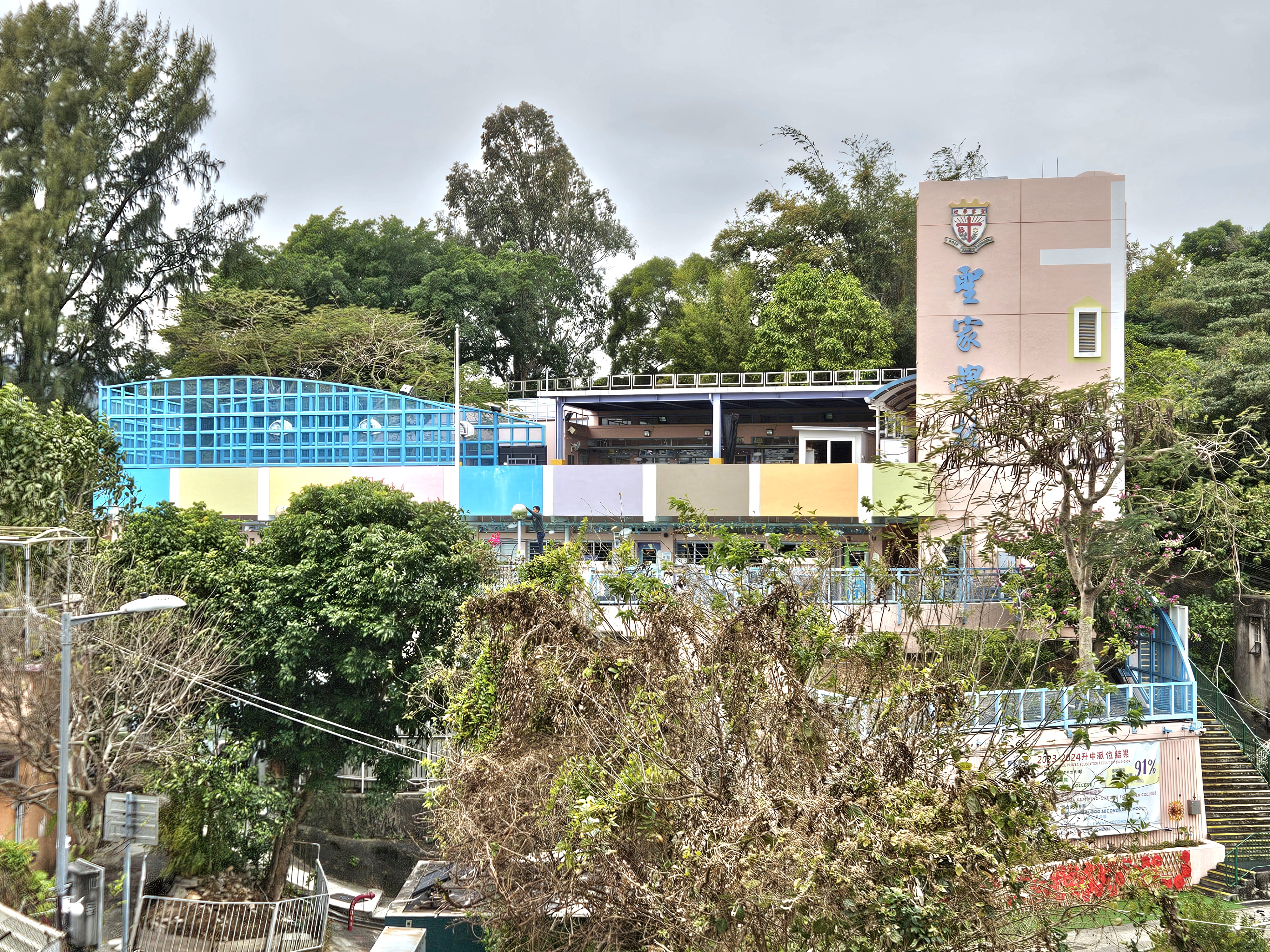
聖家學校
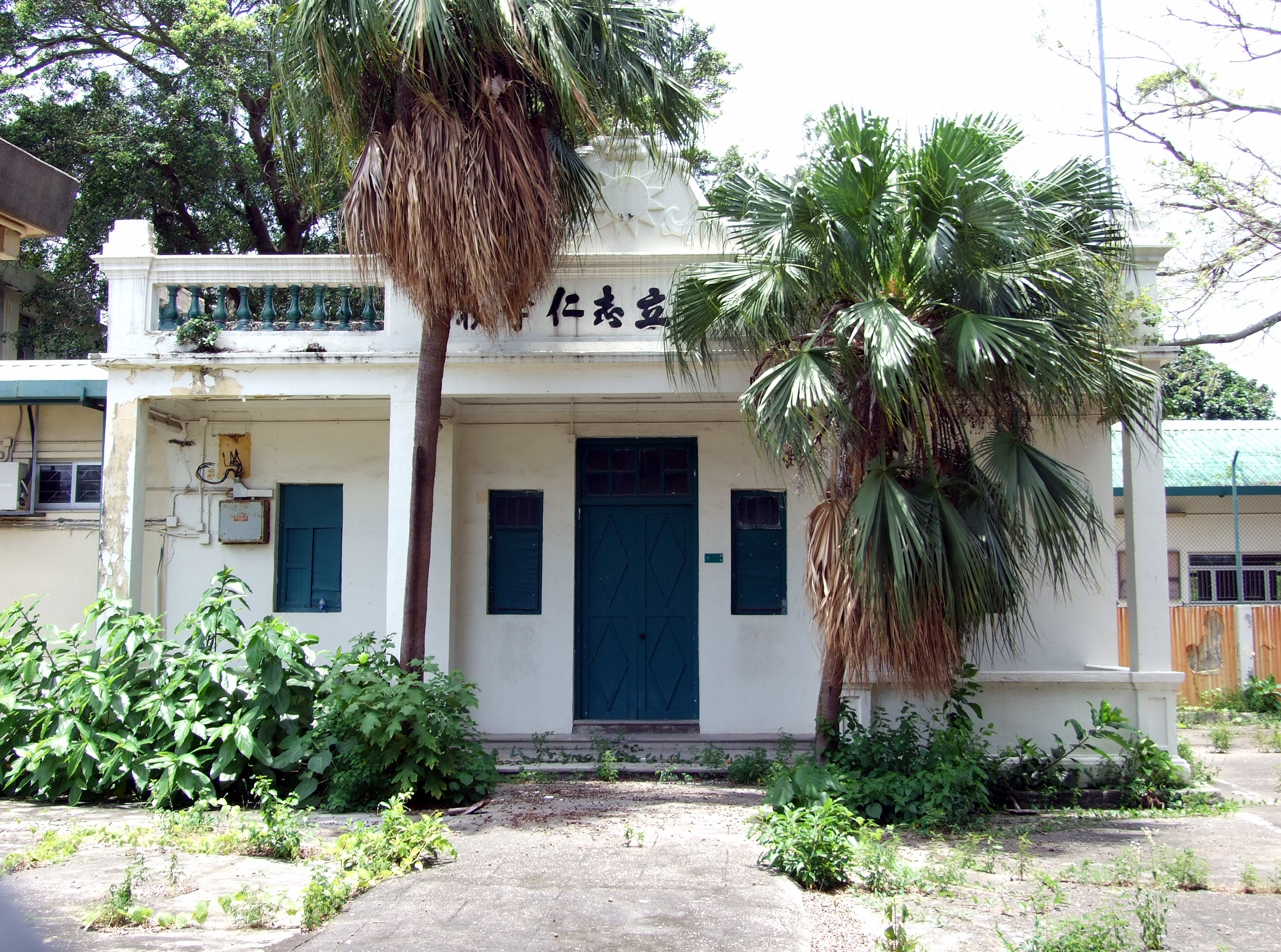
坪洲公立志仁學校
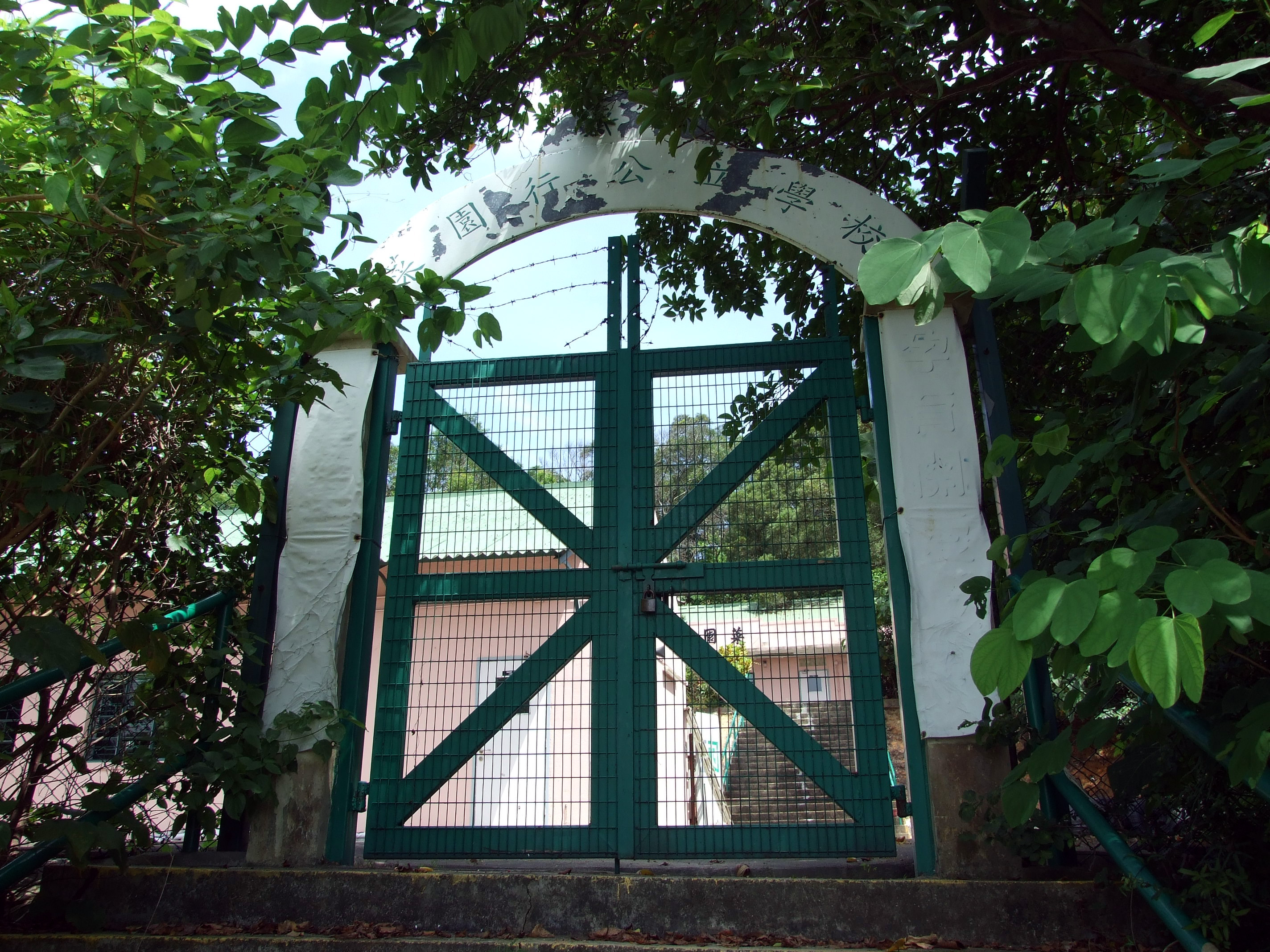
菜園行公立學校
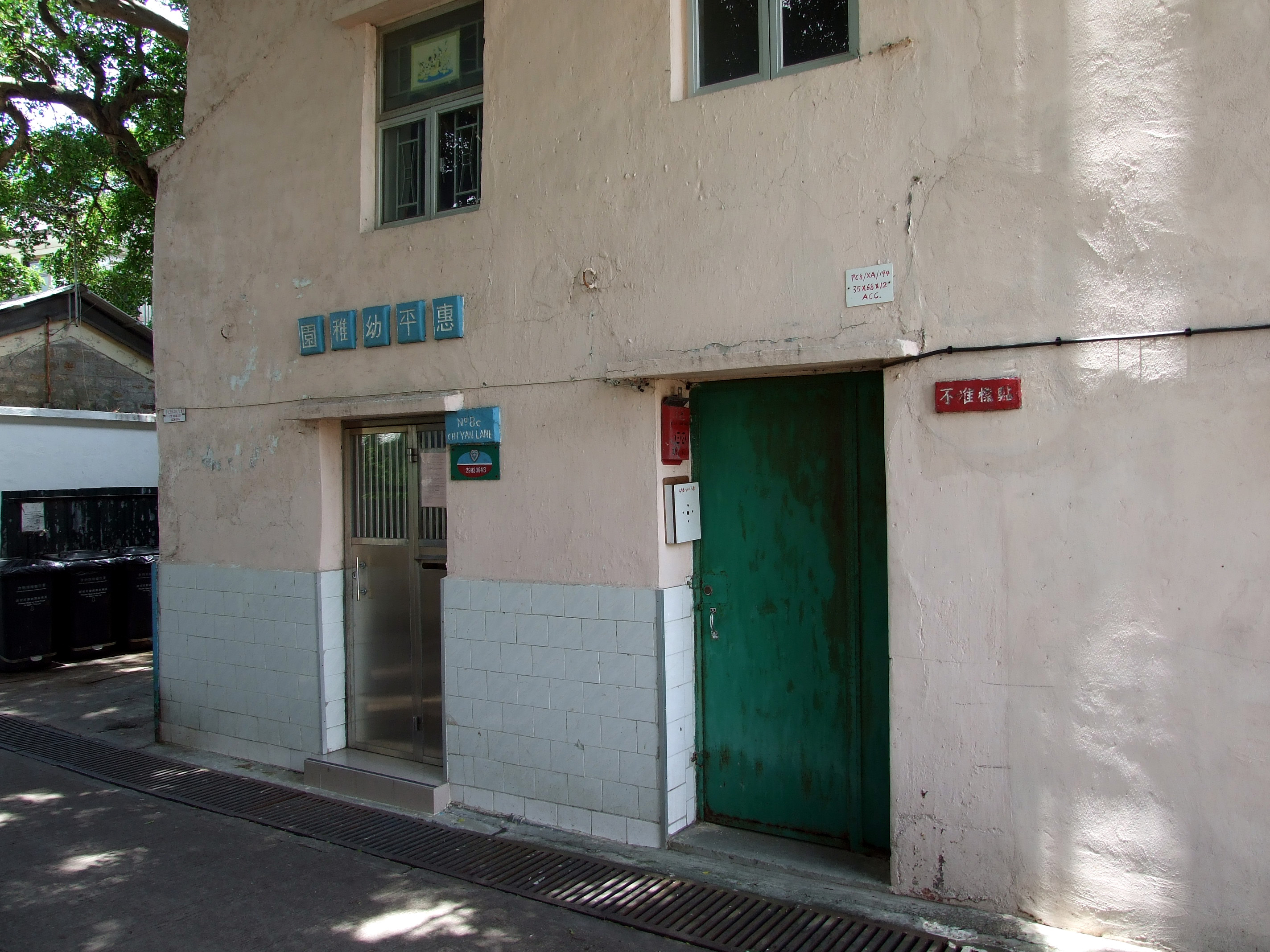
惠平幼稚園

坪洲的公共設施是香港眾多面積細小的小島嶼中比較齊全的，只僅次於長洲，大部份康體活動都可以在區內進行，而不假外求。
- 坪洲碼頭
- 坪洲公眾碼頭
- 大利島公眾碼頭
- 坪洲街市
- 坪洲公共圖書館
- 坪洲體育館

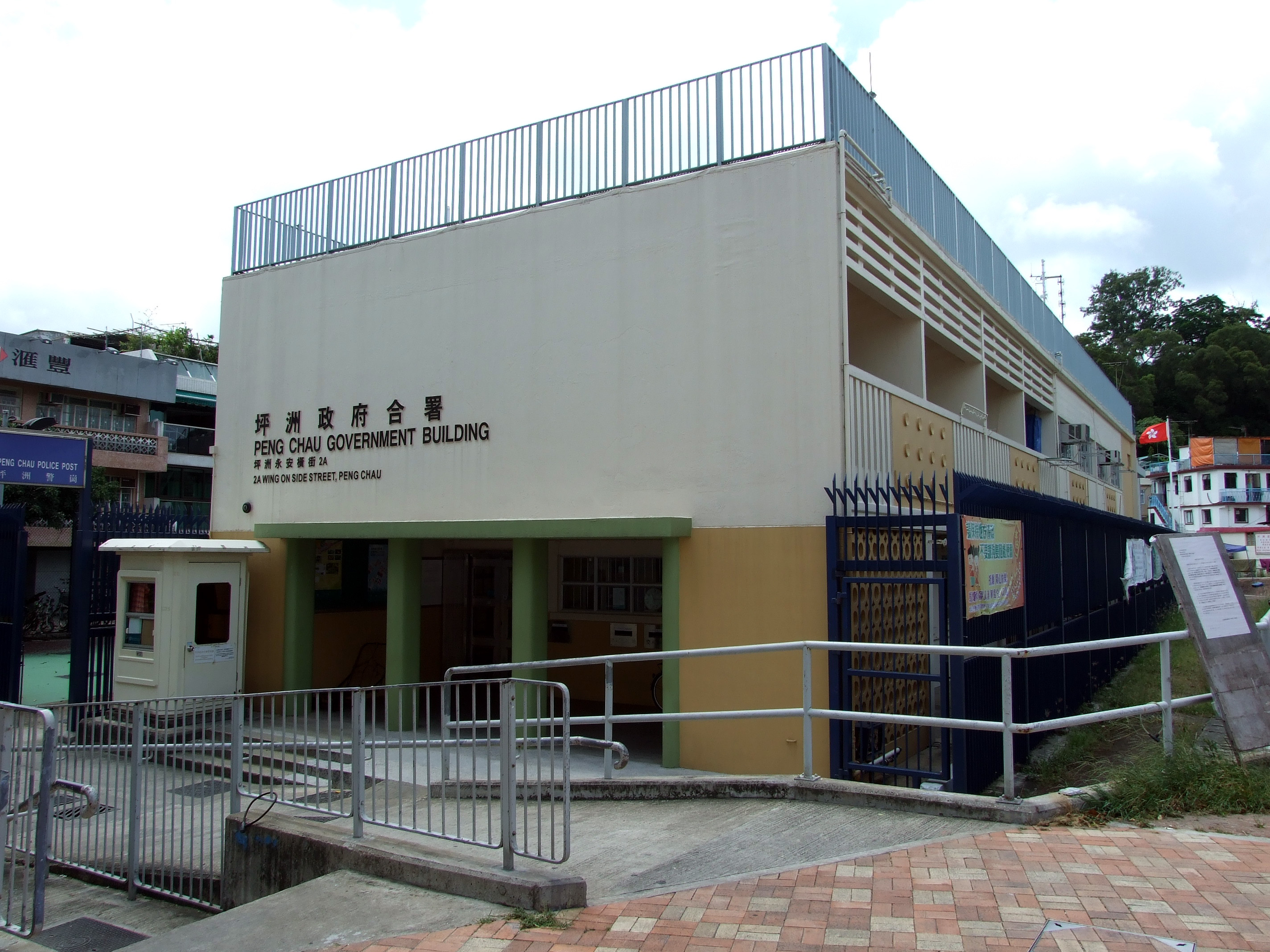
坪洲政府合署
- 坪洲消防局
- 坪洲郵局
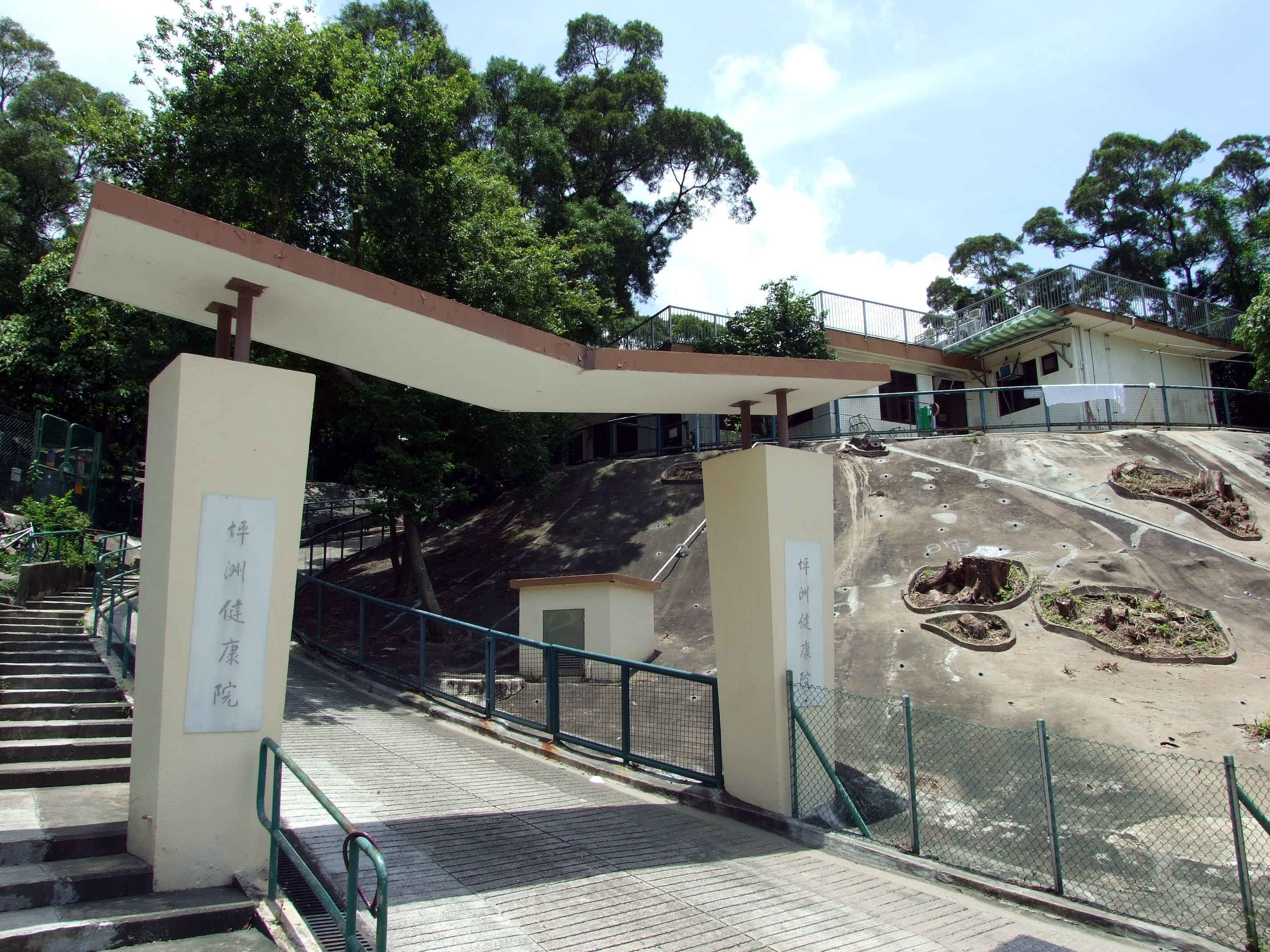
坪洲健康院
- 坪洲海濱公園
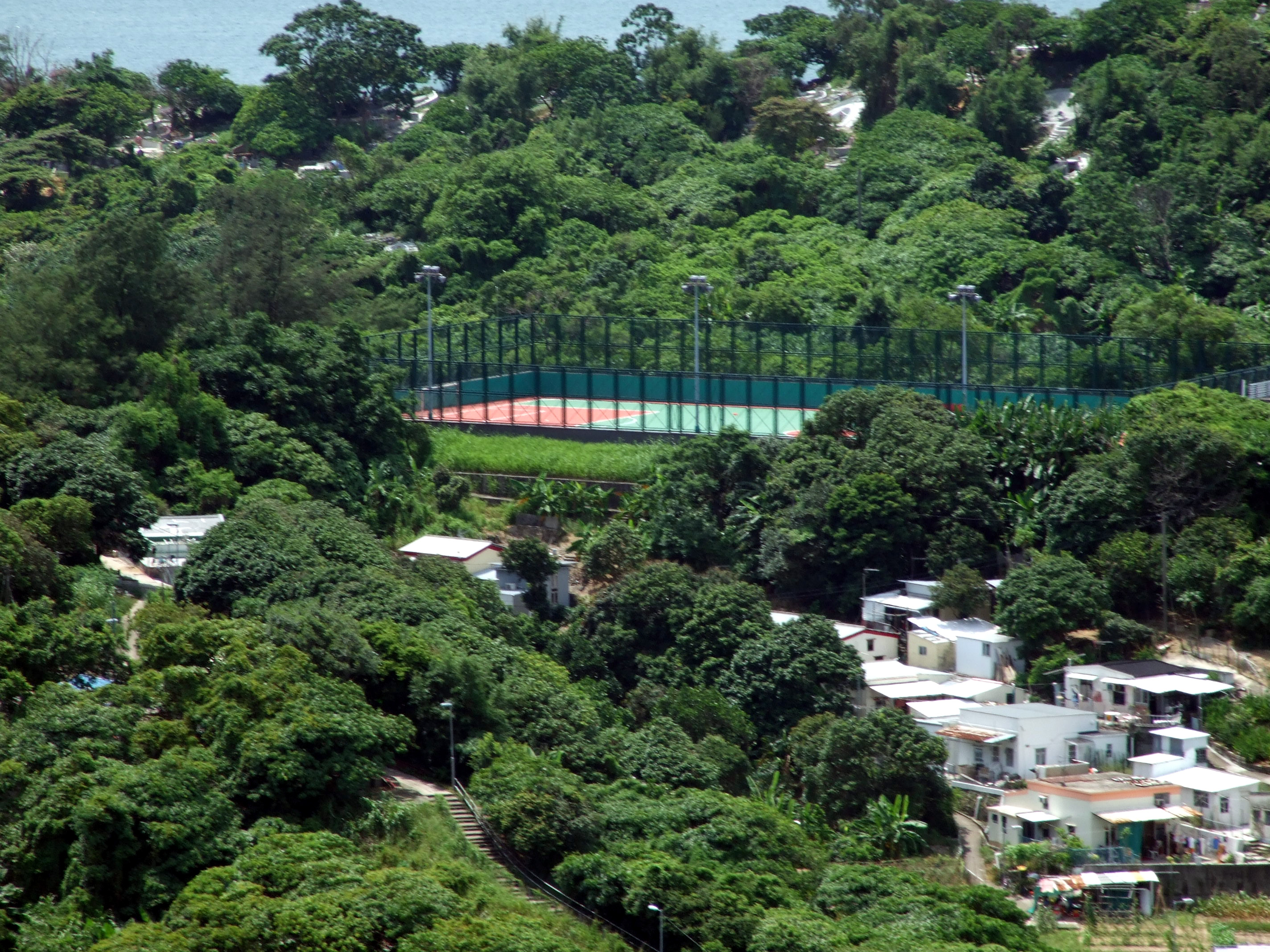
坪洲籃球場
- 坪洲小型足場
- 坪洲滾軸溜冰場
- 坪洲燒烤場
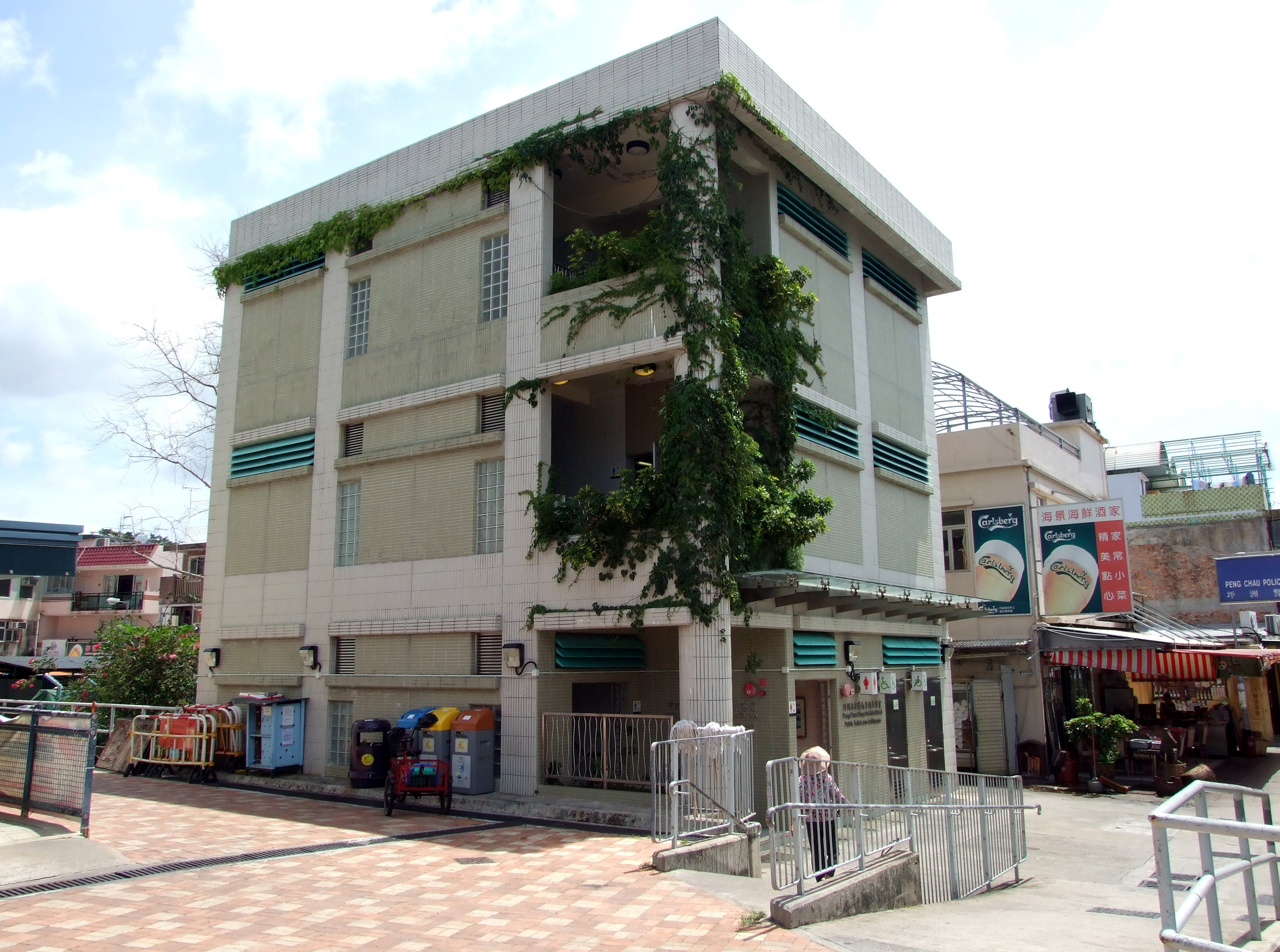
坪洲永安橫街公廁及浴室
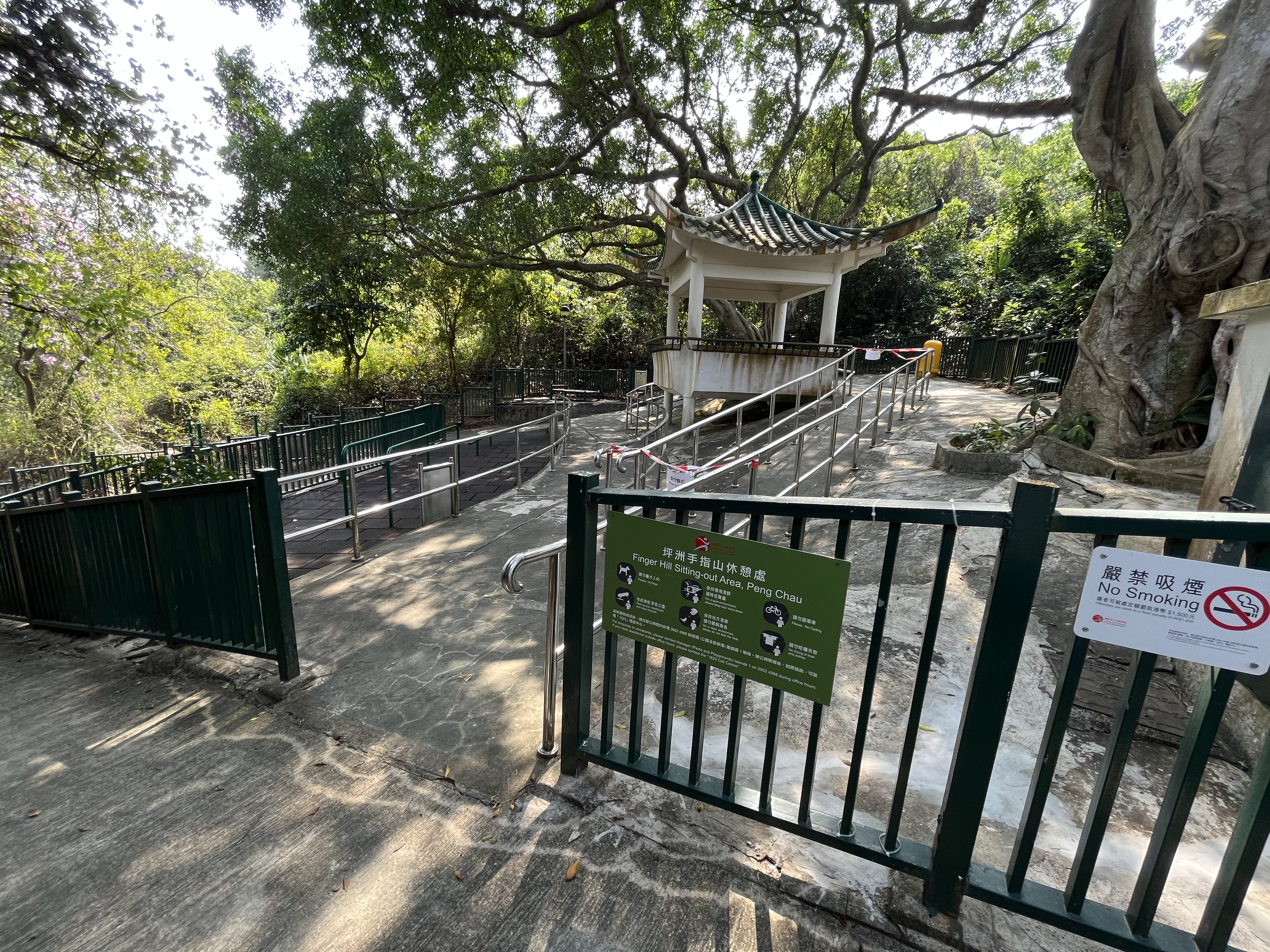
坪洲手指山休憩處

- 坪洲政府合署
- 坪洲健康院
- 坪洲小型足場
- 坪洲永安橫街公廁及浴室
- 坪洲手指山休憩處

- 學校：
  - 小學
    - 聖家學校（1965年創辦）
    - 坪洲公立志仁學校（已停辦）
    - 菜園行公立學校（已停辦）

  - 幼稚園
    - 惠平幼稚園（1960年創辦）
    - 南英幼稚園（1979年創辦）
    - 晶晶幼稚園（已停辦）

- 聖家學校
- 坪洲公立志仁學校
- 菜園行公立學校
- 惠平幼稚園

## 商店
坪洲的商舖同樣是相比香港其他面積較小的島嶼中比較多的，但由於坪洲的面積，以及平地比例，加上島內的景點也比長洲少。所以坪洲幾乎沒有連鎖式商店，只有一家惠康超級市場（在坪洲碼頭附近開設，嘉暉花園樓下）。島內的商店多數都集中在坪洲永安街內，多是區內丁屋居民屋主在屋的樓下層開店，種類主要包括冰室、餅店、單車出租店、文具店和肉食店等，而其中的特色就是島內的店舖都是帶有香港1950年代的舊店模式。

## 區議會議席分佈
坪洲連同喜靈洲現時的人口約為7,000人，遠低於現時區議會選區標準的17,000人，然而由於環境狀況及社區完整性，自1982年第一次區議會選舉以來，都一直與喜靈洲、周公島、大小交椅洲以及大嶼山島上的稔樹灣村劃為坪洲及喜靈洲選區。
| 範圍／年度 | 1982-1985 | 1985-1988 | 1988-1991 | 1991-1994 | 1994-1999        | 2000-2003        | 2004-2007        | 2008-2011        | 2012-2015        | 2016-2019        | 2020-2023        | 2024-2027 |
| ---------- | --------- | --------- | --------- | --------- | ---------------- | ---------------- | ---------------- | ---------------- | ---------------- | ---------------- | ---------------- | --------- |
| 整個坪洲   | 坪洲選區  | 坪洲選區  | 坪洲選區  | 坪洲選區  | 坪洲及喜靈洲選區 | 坪洲及喜靈洲選區 | 坪洲及喜靈洲選區 | 坪洲及喜靈洲選區 | 坪洲及喜靈洲選區 | 坪洲及喜靈洲選區 | 坪洲及喜靈洲選區 | 離島選區  |

## 知名人士
- 江佩琼
- 林偉強
- 李健和

## 事件

### 坪洲永安街榮記灶底藏屍案
1959年11月6日，坪洲永安街14號樓下榮記魚蛋粉舖，魚蛋粉舖東主林萬鴻（30歲），因不滿岳母王大妹（44歲）經常要錢，雇用殺手陳跳（36歲）及羅杰（39歲）在魚蛋粉舖內將王大妹砍死，藏屍在爐灶底下。林萬鴻謀殺罪成，本被判絞刑，因坪洲村民求情，港督改判他監禁，入獄12年後獲假釋。

### 坪洲東灣浮屍案
1975年4月27日，一名女子被殺，屍體被肢解，浮到坪洲東灣沙灘及青山沙灘。

### 坪洲東灣釣魚公石海灘母女三屍案
1985年4月13日，一名女子陳惠珠（26歳）和丈夫爭吵後，帶走長女蘇凱詠（5歲）及次女蘇凱玲（3歲）到沙灘跳海自殺，三人屍體在坪洲東灣釣魚公石海灘被發現，腰間均被一條4米長的碎花布帶綁纏。

### 坪洲警崗遭包圍
1999年年底，警員在坪洲一間遊戲機店拘捕三名17歲青年和以喧嘩及滋擾拘捕兩名20多歲的兄弟，之後兩名兄弟亦受傷，引發數百名居民包圍警崗，導致大批配備防暴裝備的警員乘水警輪到來增援。最後兩名傷者的父親勸居民離開，事件才得以平息。

### 2023年開槍案
2023年1月24日，正值年初三時，當地發生槍擊事件。警方於當天晚上8時左右收到投訴，指當地一個單位發出噪音滋擾，其後兩名警員於大約晚上10時前往現場處理案件時，其中一名警員被一名年約43歲、身高約1.8米的菲律賓裔男子叉頸襲擊，導致他頸部留有血印，並從屋內被推下樓受傷。其後該男子並未停止施襲，在警告無效下，該名警員向該菲裔男子開了三槍，打中其腰及手部。開槍的警員加入警隊超過35年，過去從未於執行職務時開槍。其後警方懷疑該名男子是受酒精影響而對警員施襲，另一名在場的33歲菲裔男子則涉嫌襲警及阻差辦公被捕，送院後情況危殆。
而事後有市民公開片段，顯示一名疑為菲漢友人的非華裔男子向開槍男警跪地道歉，被其他警員要求退後。有居民對此感到驚訝，指出該處治安一直良好，也從未發生開槍，質疑是否小題大做，事後更整晚無法入睡。

## 外部連結
- 坪洲的廟宇及教堂（页面存档备份，存于）
- 《香港故事》第二集《島人‧情味 之 坪洲》（页面存档备份，存于）
- . 明報. 2009-04-17  [2012-10-02]. （原始内容存档于2021-06-23）.
- 蔡兆浚. . 香港商報網. 香港商報. 2024-05-02. （原始内容存档于2024-05-17）.